# Compagnie néerlandaise des Indes orientales
Vous lisez un « article de qualité » labellisé en 2006.
Pour les articles homonymes, voir Compagnie des Indes orientales et VOC.
La Compagnie néerlandaise des Indes orientales, dont le nom officiel d'origine est Vereenigde Oostindische Compagnie (en néerlandais actuel Verenigde Oost-Indische Compagnie) ou VOC (littéralement : « Compagnie unie des Indes orientales »), est une compagnie exotique de commerce créée en 1602 par la république des Sept Provinces-Unies des Pays-Bas. Elle est dissoute en 1799, après la transformation des Provinces-Unies en République batave (1795), à l'époque de la Révolution française.
La VOC est dotée aux Provinces-Unies du monopole du commerce avec les Indes orientales (l'Asie et l'océan Indien). En 1621 est créée la Compagnie néerlandaise des Indes occidentales, dont le ressort est l'Amérique, mais dont le succès sera moindre.
En Asie, la VOC se heurte à la présence politique et économique du Portugal, implanté ici depuis le voyage de Vasco de Gama en 1498. C'est donc à ses dépens qu'elle construit son empire, dont le cœur est Batavia (aujourd'hui Jakarta) à partir de 1619. Par la suite, elle va subir à son tour les entreprises menées par les Anglais et les Français dans cette région du monde.
Pendant près de deux siècles, la VOC est un des piliers de l'impérialisme et du capitalisme des Provinces-Unies, une des grandes puissances des XVIIe et XVIIIe siècles. La compagnie est alors une des entreprises capitalistes les plus puissantes qui aient jamais existé, contribuant de façon décisive à l'histoire des bourses de valeurs. Créée alors que le capitalisme est en gestation dans un monde encore féodal, elle est à l'origine de plusieurs grandes caractéristiques des entreprises modernes : le modèle de la société anonyme émettant des actions et obligations et le modèle de la multinationale implantée dans plusieurs pays du monde. Elle est la plus influente des compagnies européennes fondées au XVIIe siècle pour exploiter les richesses d’Asie.
Sur le plan politique, les conquêtes de la compagnie donnent aux Provinces-Unies, puis aux Pays-Bas à partir de 1815, un empire colonial significatif en Asie jusque dans la seconde moitié du XXe siècle.

## Origines de la compagnie

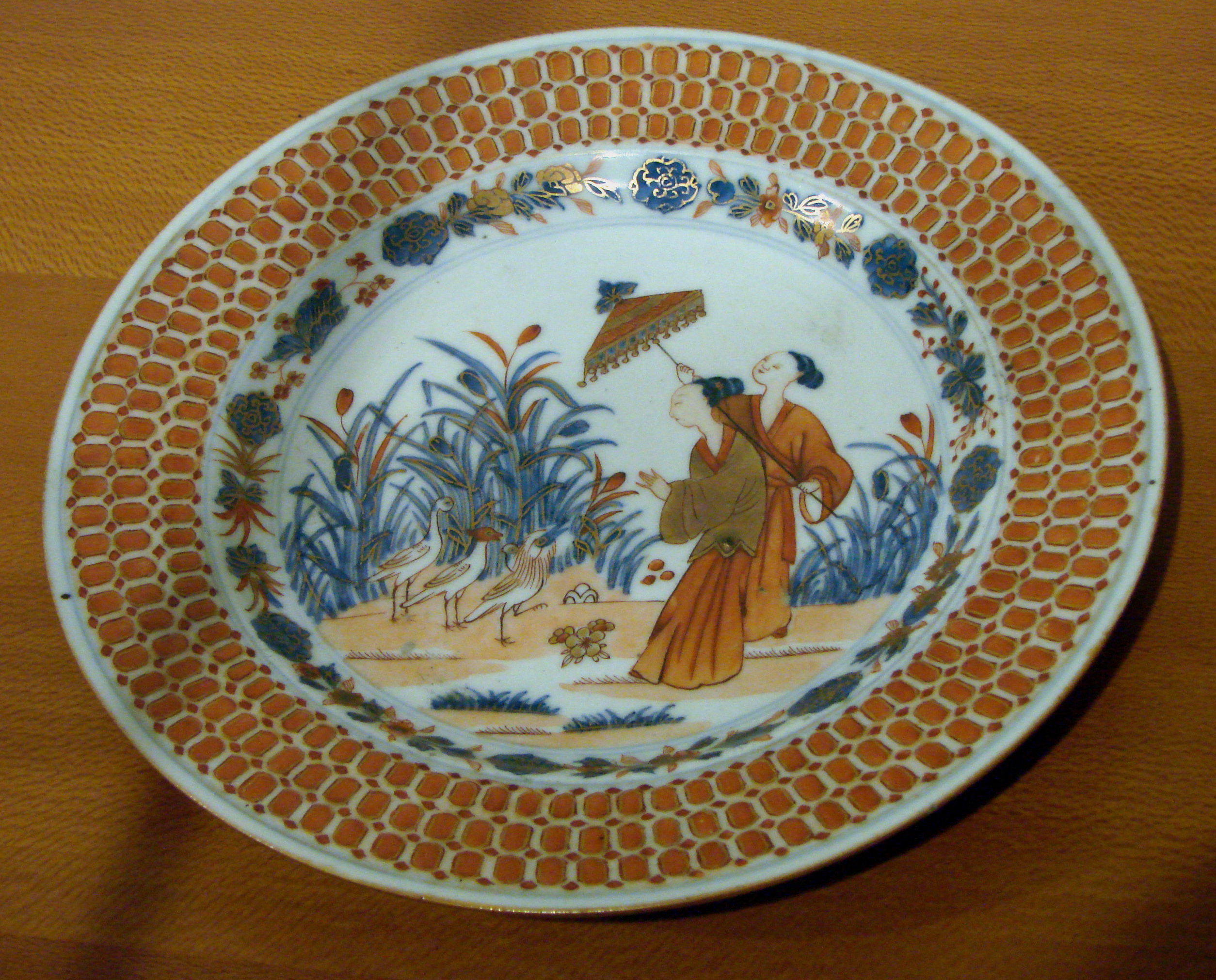
Plat à décor de personnages dans un paysage. Dynastie Qing, début de la période Qianlong (1736-1795), vers 1736-1738. Bleu de cobalt, rouge de fer et rehauts d'or. Pièce de commande pour la Compagnie des Indes néerlandaises. Musée Guimet, Paris.

### Le commerce européen vers 1400
À la suite des croisades ouvrant les routes de l'Orient, les activités commerciales et financières favorisent le capitalisme naissant des républiques italiennes au long des XIIIe et XIVe siècles avant que le commerce ne profite aussi à l’Angleterre et aux pays de la mer du Nord.
Vers 1400, le commerce de l’Europe se répartit entre deux ensembles : au sud, la Méditerranée, qui relie l'Europe à l'Afrique et à l'Asie (épices) à travers l'Empire byzantin et le monde musulman, avec pour pôle l'Italie du Nord, notamment les républiques de Venise, de Gênes et de Florence ; au nord, l'ensemble des mers de la Baltique (bois, fourrure, ambre) au golfe de Gascogne (sel, vin de Bordeaux) en passant par la Manche (laine anglaise) et la mer du Nord, ensemble organisé par la Ligue hanséatique d'origine allemande (Hambourg et Lübeck), mais dont le pôle est le comté de Flandre, notamment la place commerciale et financière de Bruges et les villes drapières de Gand, Lille, Armentières, etc.
Les relations entre les deux ensembles furent assurées par les foires de Champagne. Néanmoins, ces foires subirent un déclin vers la fin du XIIIe siècle. Au XIVe siècle le commerce est réglé comme il suit : les marchands italiens vont s'approvisionner au Moyen Orient pour ramener les marchandises sur les marchés vénitiens ou gênois. Là, la marchandise est ré-exportée vers le Nord (Allemagne, Pays-Bas, Angleterre) soit par mer, en passant Gibraltar, soit par les cols des Dolomites. Notons que le commerce est soumis à des contraintes temporelles, car dépendant des conditions météorologiques ; naviguer sur la Méditerranée orientale pour passer d'Égypte en Italie est impossible à certaines périodes de l'année.
À cette date, Amsterdam et Rotterdam ont déjà un statut de ville et ont une certaine activité commerciale, sans être membres de la Hanse. Elles sont intégrées dans l'État bourguignon, lorsque le duc de Bourgogne Philippe le Bon, déjà comte de Flandre, devient comte de Hollande et de Zélande (1427).

### Les Grandes découvertes et leurs conséquences
L'expansion européenne commence vers 1420 lorsque le Portugais Henri le Navigateur organise les expéditions de découverte de la côte de l'Afrique, avec comme perspective celle d'un passage direct vers l'Asie (« les Indes »), sans l'intermédiaire des marchands musulmans de l'océan Indien. Les Portugais progressent lentement et prudemment pendant sept décennies, établissant progressivement des comptoirs le long du littoral africain. Puis, en novembre 1497, Vasco de Gama double le cap de Bonne-Espérance : très rapidement, il atteint son but, arrivant à Calicut en mai 1498. À partir de là, le Portugal devient un agent essentiel du commerce des épices par le port de Lisbonne.
Six ans avant, les Rois catholiques, ayant achevé la Reconquista, subventionnent un projet que Christophe Colomb a en vain proposé au roi de Portugal : découvrir une route vers les Indes en traversant l'océan Atlantique. En 1492, il découvre l'île d'Hispaniola (Saint-Domingue) dans les Caraïbes, croyant être arrivé aux Indes. Par la suite, les Espagnols se rendent compte qu'il s'agit d'un nouveau continent, qui reçoit le nom d'Amérique, mais est couramment appelé « Indes occidentales », tandis que l'Asie est désormais appelée « Indes orientales ». Les conquistadors Cortès et Pizarre conquièrent respectivement le Mexique (années 1510) et le Pérou (années 1530), générant un afflux d'argent (mines du Potosi, notamment) en Espagne, où Séville devient le pôle du commerce espagnol avec l'Amérique, via la Casa de Contratación.
Ces faits, qui favorisent le commerce atlantique, entraînent le déclin de l'Italie du nord. Venise cesse d'être la plus grande place de commerce européenne au début du XVIe siècle, remplacée par Anvers, qui prend le relais de Bruges, dont le port est désormais ensablé. À partir des années 1570, le commerce de Venise en Méditerranée est même mis à mal par les marchands nordiques qui inondent les marchés de produits contrefaits, allant jusqu’à orner leurs tissus du sceau vénitien afin d’en renforcer l’attrait. Surtout, la lutte incessante avec les Ottomans affaiblit considérablement Venise. Venise s'épuise dans une lutte contre un ennemi bien plus puissant et abandonne progressivement toutes ses possessions d'outre-mer, indispensables pour contrôler les flux commerciaux. L’industrie méditerranéenne perd alors à la fois ses clients et sa renommée.
En 1555, année où Charles Quint abdique sa souveraineté sur les Pays-Bas, c'est-à-dire, en particulier, sur le comté de Flandre, le duché de Brabant (où se trouve Anvers), les comtés de Hollande et de Zélande, avant de céder la couronne d'Espagne en 1556, Anvers est le pôle de l'économie européenne mondialisée issue des Grandes découvertes.
Cette suprématie va être mise en cause par un événement politique, la guerre de Quatre-Vingt Ans (1568-1648), qui commence avec l'insurrection des Pays-Bas contre Philippe II, fils et successeur de Charles Quint aux Pays-Bas comme en Espagne, et aboutit dès 1581 à la naissance des Provinces-Unies.

### La naissance desProvinces-Unies(1568-1592)
En 1603, les Provinces-Unies sont un État encore récent, issu du démembrement des Dix-Sept Provinces des Pays-Bas des Habsbourg, rassemblées par les ducs de Bourgogne de Philippe le Hardi à Philippe le Bon, puis par leur héritier Charles Quint. Ce démembrement résulte de l'insurrection contre Philippe II, fils de Charles Quint, commencée en 1568. Philippe II étant aussi roi d'Espagne, l'insurrection oppose les Néerlandais, sous la conduite de Guillaume d'Orange, stathouder de Hollande et de Zélande et conseiller d'État, à l'armée espagnole, commandée par un gouverneur général, lieutenant de Philippe II aux Pays-Bas.
En 1581, les États généraux des provinces insurgées, réunies dans l'union d'Utrecht (1579), proclament la déchéance de Philippe II de ses droits sur les Pays-Bas (acte de La Haye). De 1582 à 1585, l'armée de Philippe II, commandée par Alexandre Farnèse, réussit à reprendre les provinces de Flandre et de Brabant, y compris Anvers (18 août 1585). Les Provinces-Unies se trouvent dès lors réduites aux sept provinces du nord, notamment la Hollande et la Zélande. Dans les années 1585-1592, la situation se stabilise : il est clair que Philippe II ne peut pas reconquérir les sept provinces rebelles, mais ce n'est qu'en 1648 qu'un successeur de Philippe II reconnaîtra cette situation par le traité de Münster.
Au début du XVIIe siècle, les Provinces-Unies sont un État particulier en Europe : une république (comme Venise) dominée socialement par la puissante élite marchande des « régents », qui forment les États provinciaux et généraux, ainsi que les conseils des municipalités urbaines ; le pouvoir exécutif est cependant détenu par la maison d'Orange-Nassau, qui occupe tous les postes de stathouder (lieutenant-gouverneur de province) ainsi que la fonction de commandant en chef. Ce pays est renommé pour sa tolérance sur le plan religieux et pour ses techniques agricoles avancées.

### Les débuts des Provinces-Unies outre-mer (1585-1602)

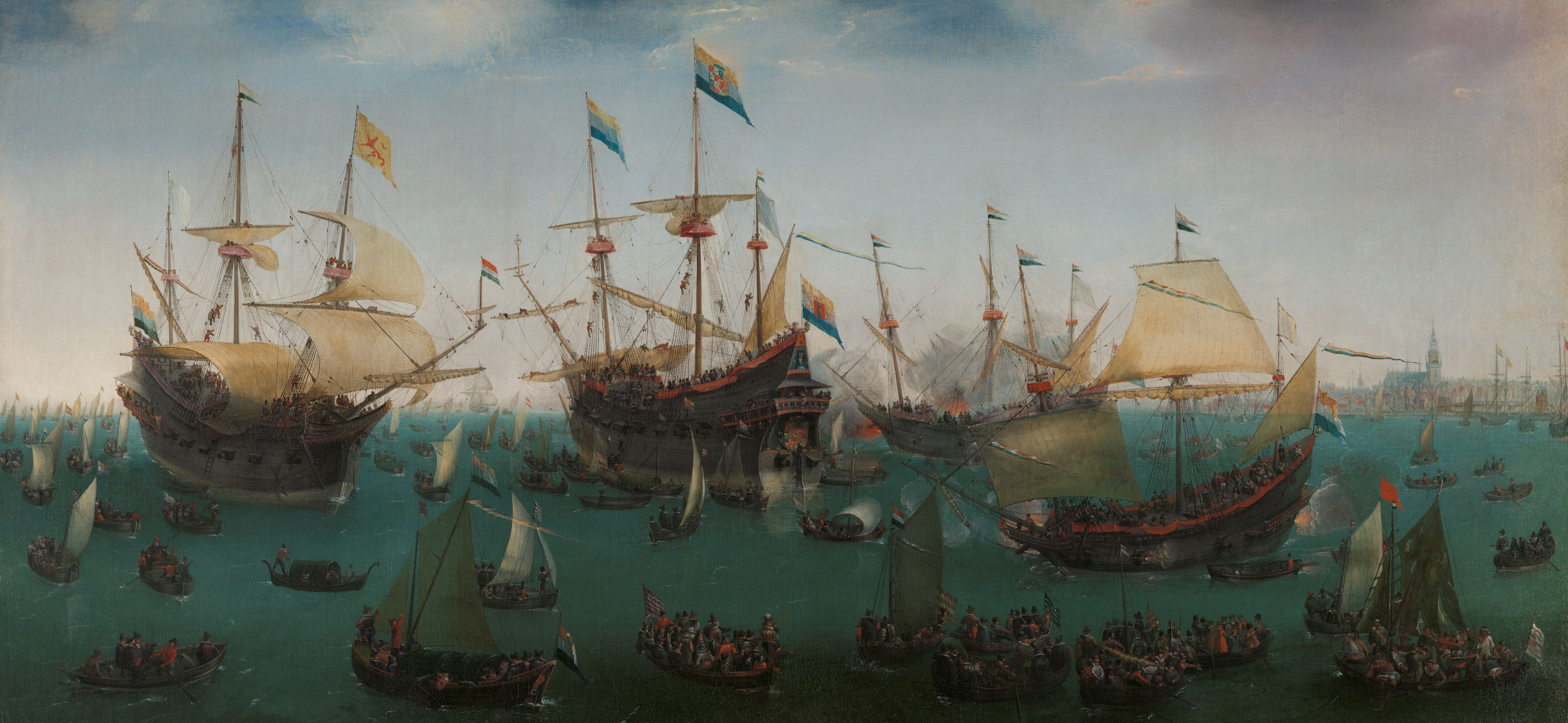
Retour de la deuxième expédition en Asie de Jacob van Neck en 1599, par Cornelis Vroom

La reprise d'Anvers par Alexandre Farnèse a des conséquences majeures pour cette ville, dont l'activité commerciale a été interrompue pendant le siège (juillet 1584-août 1585). À la fin du siège, les Anversois protestants, dont un certain nombre de négociants, quittent la ville pour s'installer en Hollande ou en Zélande. À la fin du XVIe siècle, les réfugiés venus des provinces du sud des Pays-Bas représentent 80 % de la population de villes comme Middelbourg ou Leyde, qui prend la succession d'Anvers dans le domaine de l'imprimerie.
Par ailleurs, les marins des Provinces-Unies, les Gueux de mer, établissent un blocus des bouches de l'Escaut que les Espagnols ne parviennent pas à surmonter, ce qui fait péricliter le port d'Anvers, permettant le développement d'Amsterdam et de Rotterdam.
Les Néerlandais commencent à s’intéresser aux Indes dans les années 1590. Des espions y sont envoyés sur des navires portugais. Parmi eux, Cornelis de Houtman, parti en 1592, est démasqué à son arrivée et emprisonné, mais une rançon est payée par les marchands de Rotterdam pour sa libération. Rentré aux Provinces-Unies, il repart avec quatre navires, dont trois reviennent à Amsterdam en 1597, sans avoir fait de profits substantiels, mais son expédition n’est qu’un prélude au développement du commerce des Provinces-Unies aux Indes orientales.
Entre 1598 et 1602, 65 navires partent des Provinces-Unies vers l'Asie, répartis entre 14 expéditions commerciales. En 1600, des vaisseaux néerlandais accostent au Japon, et l’année suivante en Chine. Les flottes qui réussissent à revenir assurent des bénéfices allant jusqu’à 265 %, mais ceux-ci pourraient être encore plus grands, s’il n’existait pas un grand nombre de compagnies se faisant une concurrence effrénée en Asie .

### La création de la Compagnie des Indes orientales (20 mars 1602)

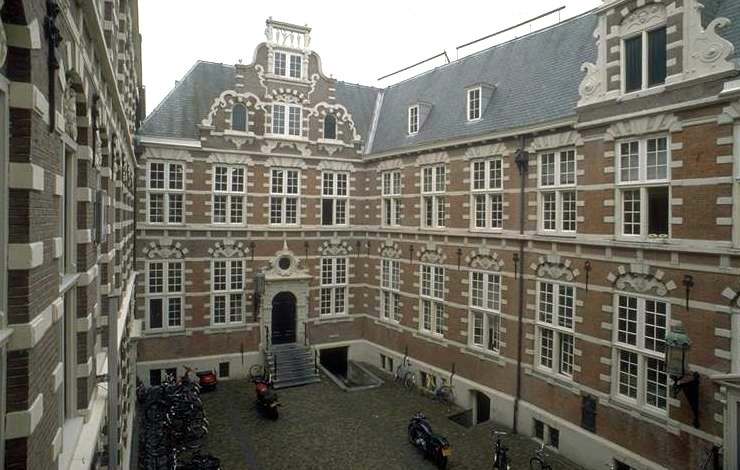
La Maison des Indes orientales, à Amsterdam, siège de la Compagnie construit en 1606.

Les différentes compagnies néerlandaises opérant dans l’océan Indien sont regroupées le 20 mars 1602 au sein d’une unique compagnie, la Vereenigde Oostindische Compagnie (VOC), en français : « Compagnie unie des Indes orientales » (Verenigde Oost-Indische Compagnie en néerlandais moderne).
Ce n'est pas la plus ancienne compagnie des Indes, puisque la Compagnie anglaise des Indes orientales date de 1600.
L’intervention des États généraux des Provinces-Unies est déterminante pour la création de la VOC, réunion de compagnies rivales opérant à partir de six places : Amsterdam, Delft, Rotterdam, Hoorn, Enkhuizen et Middelbourg (Zélande). Les cinq dernières craignent que l'union se fasse au profit de la plus importante : Amsterdam.
Le pouvoir politique accorde à la compagnie une charte le monopole du commerce entre les Provinces-Unies et les Indes d'une durée de 21 ans, commerce que la compagnie prétendit interdire aux autres marchands européens.
L’intervention de l'État se justifie parce que la création de la compagnie a aussi un but militaire. En effet, les petites compagnies existantes ne sont pas en mesure de soutenir l’effort de guerre des Provinces-Unies contre l’Espagne et le Portugal, devenu en 1580 une possession de Philippe II.
De fait, les premières flottes que la compagnie envoie vers les Indes orientales sont puissamment armées, non pas en vue d’annexions territoriales, mais avec l’objectif de causer le plus de dégâts possibles aux comptoirs portugais dans cette région. C'est en 1603 que débute la guerre entre les Provinces-Unies et le Portugal, qui occupe une place particulière dans le cadre de la guerre de Quatre-Vingts Ans (elle se termine d'ailleurs plus tard).

## Organisation de la compagnie

### Direction
La VOC est administrée par six chambres, chacune représentant les compagnies d'une place de commerce et conservant un pouvoir autonome de décision.
L’unité entre les chambres est réalisée par l'assemblée des directeurs (Bewindhebbers), d’abord au nombre de 73, puis de 60, nommés à vie par les compagnies regroupées. Leur fonction est d’assurer les relations et la collaboration entre la VOC et les États généraux .
La direction opérationnelle revient à un conseil des Dix-Sept (de Heeren Zeventien), représentants des six chambres, chacune ayant un nombre de représentants proportionnel à sa participation financière. Huit sont nommés par la chambre d’Amsterdam qui finance la moitié des dépenses de l’organisation. Ce conseil se réunit trois fois par an .

### Structure financière: une société par actions
La VOC dispose dès sa création d’un capital de 6,5 millions de florins, dix fois plus que sa concurrente anglaise.

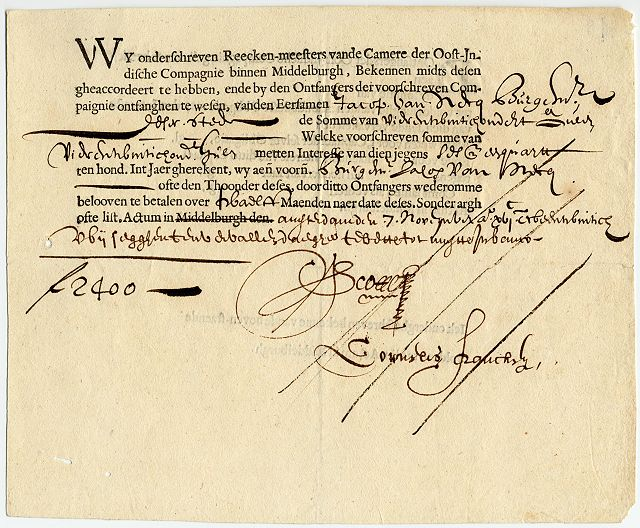
Une « obligation » de la Compagnie néerlandaise des Indes orientales, émise en 1623.

Le capital est divisé en actions de 3 000 florins, la compagnie constituant ainsi la première grande société anonyme de l’histoire. Ces actions sont cotées en Bourse.
Elle distribue des dividendes qui atteignent vers 1660 jusqu'à 25 à 30 % de la valeur d'origine de l'action, de sorte que leur prix sur le marché boursier connaît une forte envolée, atteignant 18 000 florins en 1670. Les dividendes représentent alors environ 3 % du prix de l'action sur le marché.
Parmi les premiers actionnaires en 1602, 38 % sont des réfugiés venus du sud des Pays-Bas (les réfugiés forment aussi la majorité des 320 actionnaires de la Banque d'Amsterdam, créée en 1609).

### Comptabilité
La VOC n'a pas de comptabilité régulière et ne publie pas de bilan officiel. Les résultats financiers présentés annuellement aux États généraux ne concernent que les avoirs et les dettes de la compagnie en Europe, ignorant celles des Indes .
Elle met en œuvre deux comptabilités, l'une à Amsterdam, l’autre à Batavia. Ceci signifie, entre autres, que le commerce avec Amsterdam constitue une affaire distincte de celui qui est effectué en Asie qui, disposant de sa comptabilité propre, doit assumer lui-même ses dépenses. Ainsi, Amsterdam fait le bilan global des six chambres néerlandaises, tandis que Batavia synthétise les livres de comptes qu’envoient les différents comptoirs d’Asie.
De plus, le bilan de la compagnie ne tient pas compte de produits importants. Dans le même temps, elle omet, à l’actif comme au passif, les coûts de ses bâtiments, de ses navires, de l’argent qu’elle envoie vers l’Asie. Un bilan d’ensemble, permettant un calcul précis des profits de la compagnie, ne semble pas réalisable<. Cette comptabilité chaotique pose des problèmes à l’histoire quantitative moderne pour appréhender les profits de la compagnie, mais elle était aussi critiquée à l’époque.
À la fin du XVIIe siècle le président du Conseil des XVII, Johann van Waveren Hudde, tente de réformer le système comptable de la VOC, mais cette initiative n’aboutit pas. En fait, il existe au sein de la compagnie un conflit d’intérêts entre les actionnaires et les dirigeants. Les actionnaires ont toujours voulu des comptes et des bilans plus précis estimant que leurs dividendes étaient insuffisants et que la compagnie profitait de l’absence de système de comptabilité précis pour cacher ses bénéfices. Mais les directeurs de la compagnie ont toujours réussi à maintenir des comptes obscurs favorables au bon déroulement de leurs affaires, ne laissant d’autre choix aux actionnaires que de vendre leur participation s’ils n’étaient pas satisfaits.

### La VOC et l'empire néerlandais

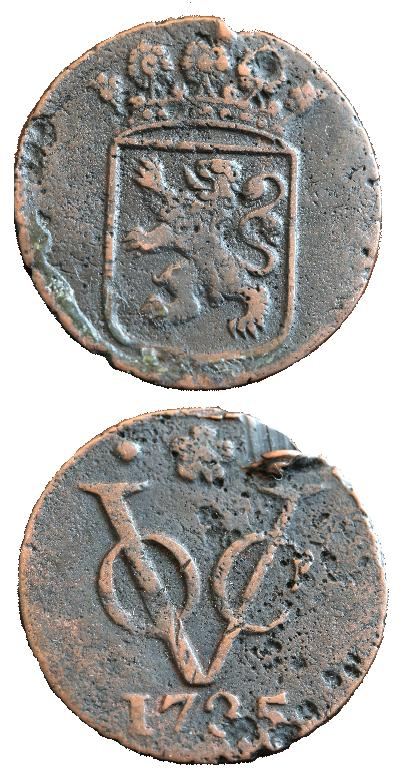
La VOC frappe ses propres pièces de monnaie : ici, une pièce de 1 duit en cuivre datée 1735.

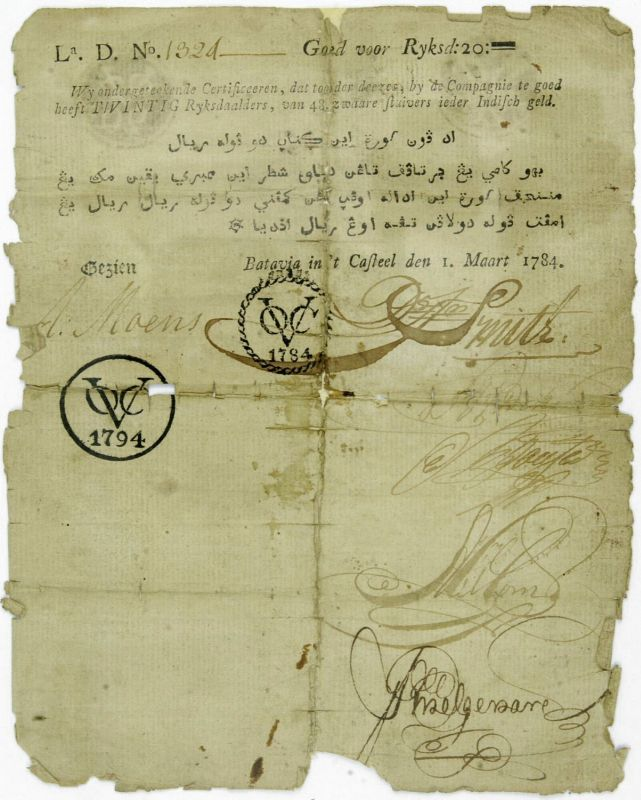
La VOC émit ses propres billets pour diverses valeurs (ici, 20 daalders, 1784), avec mentions en arabe.

La compagnie constitue un État dans l’État. Dans les comptoirs néerlandais des Indes orientales, elle détient les principales fonctions régaliennes de police, de justice et de défense. Elle nomme les gouverneurs et les membres des conseils assurant la justice civile et pénale. Elle assure la défense de ses possessions terrestres et la protection de ses routes commerciales. Elle décide de la guerre et de la paix avec les princes autochtones, pratiquant une diplomatie autonome.
Elle dispose d’une flotte de guerre pour combattre les puissances européennes rivales et les souverains locaux. Cette flotte est soutenue par une armée de terre qui compte jusqu’à douze mille hommes. Elle dispose de régiments comme le régiment wurtembergeois du Cap, le régiment de Meuron, le régiment luxembourgeois et le régiment de Waldner.
Bien que la compagnie reste sous le contrôle des différentes chambres la composant et demeure grandement dépendante de la diplomatie de la métropole, elle est consciente de son pouvoir et ne manque pas d’arrogance vis-à-vis de l’État. Au milieu du XVIIe siècle, les directeurs de la compagnie vont jusqu’à prétendre que « les places et les forteresses que les Heeren XVII avaient conquises dans les Indes orientales n’étaient pas à considérer comme des conquêtes nationales, mais comme la propriété de marchands privés, qui étaient en droit de les vendre à qui ils voudraient, même s’il s’agissait du roi d’Espagne ou de tout autre ennemi des Provinces-Unies », ce qui n'est pas arrivé en fait.

#### Émissions monétaires
La VOC a procédé à deux formes d'émissions : par apposition, dès 1602, de contremarques sur des monnaies antérieurement frappées par des autorités monétaires, et par la production de ses propres monnaies comportant à l'avers la marque de la compagnie. Cette deuxième forme de production s'étend de 1644 pour les plus anciennes frappes, à l'année 1808. Elles prennent la forme de monnaies en cuivre, le stuiver et le duit. Par exemple, en 1644, est frappée une pièce de ½ stuiver en cuivre pesant 8 g, valant 1/96e de daalder, pour le compte de Batavia. Quant au duit, il vaut 1/80e du daalder. Toutes ces pièces sont frappées dans des ateliers monétaires situés aux Pays-Bas, exception faite pour les monnaies destinées aux comptoirs néerlandais situés sur le pourtour de l'Inde actuelle : ces productions sortent d'ateliers locaux, dès 1646, et jusqu'en 1795. La marque de la VOC y figure de plus en plus stylisée au fil du temps. Les valeurs s'y exprime en pagode et suivant ses sous-multiples.

### Une société de taille exceptionnelle
Pour évaluer l’importance de la VOC, souvent décrite comme la première entreprise multinationale, on peut avancer quelques statistiques.
En deux siècles d’existence, la compagnie arme environ 4 700 navires, dont 3 000 au XVIIIe siècle, sur lesquels ont voyagé environ un million d’Européens. Le volume de son commerce dépasse 1 600 millions de florins au XVIIIe siècle.
À sa flotte marchande, la compagnie peut ajouter en temps de guerre plus de 40 grands vaisseaux, ce qui dépasse les possibilités de nombre de royaumes européens.
À la fin du XVIIe siècle, la compagnie entretient 100 à 160 navires selon les estimations, ce qui signifierait qu’elle dispose d'au moins 8 000 marins, auxquels s’ajoutent des garnisons de soldats composées de nationalités diverses. Si on ajoute les employés de la compagnie qui se dédient à l’organisation de son commerce, à la production de ses marchandises, on arrive à des estimations beaucoup moins précises, mais qui donnent une idée de l’importance de la compagnie. Les sources de l’époque parlent de 80 000 personnes en 1735 et de 150 000 employés en 1788.

## Expansion territoriale de la VOC

### Premières installations en Asie (1605-1610)
La première flotte complète de la VOC prend le large le 18 décembre 1603 avec des objectifs commerciaux et militaires. Ces derniers, dirigés contre les Portugais installés sur les côtes d’Afrique, dans l’océan Indien et en Asie du Sud-Est insulaire, se révèlent hors de la portée de la flotte néerlandaise, qui s'empare seulement du fort d’Ambon aux Moluques en 1605.

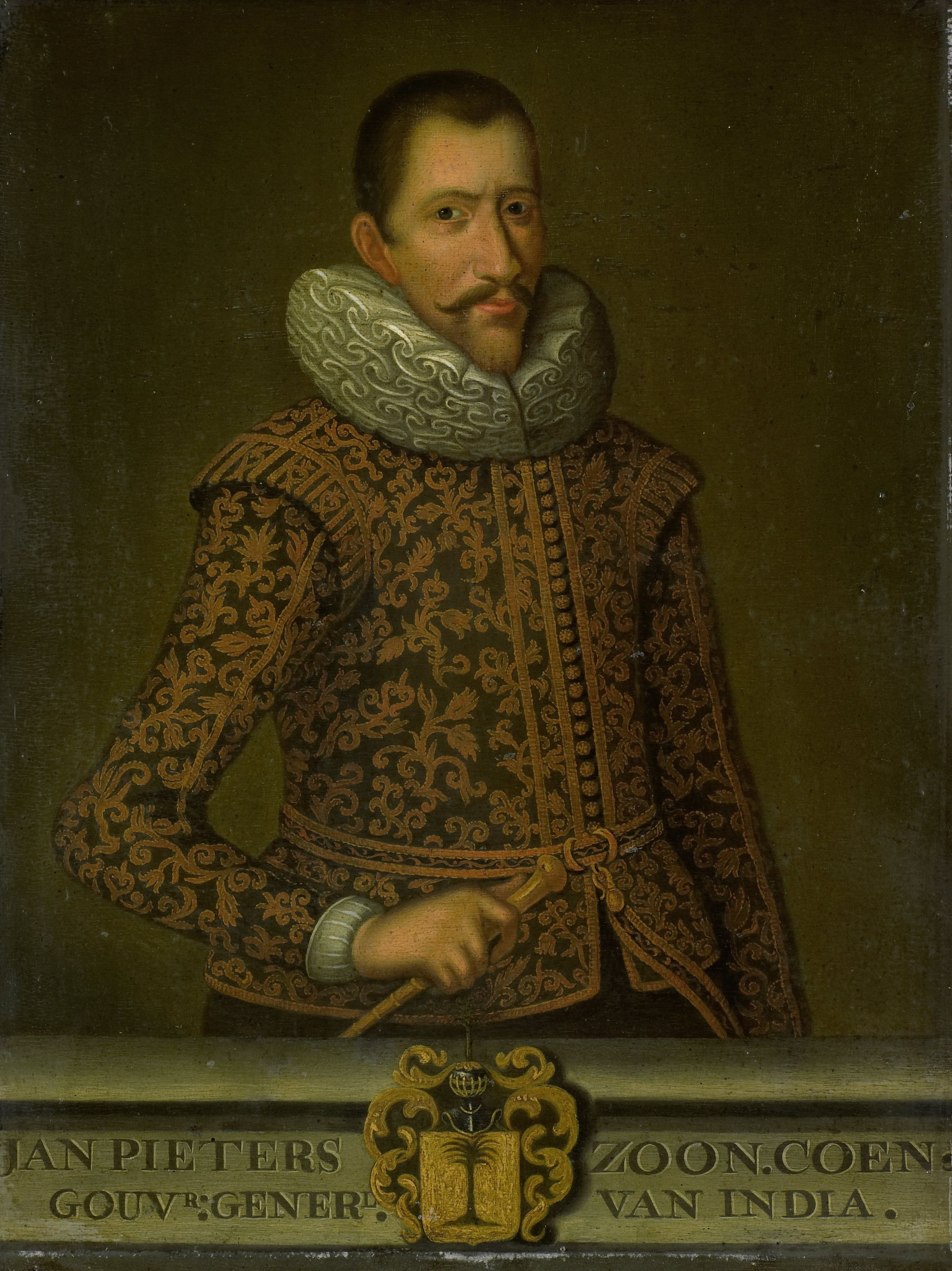
Jan Pieterszoon Coen.

Cherchant un point stratégique pour organiser son commerce en Asie, la compagnie s’installe à Java où les Anglais sont déjà présents dans le royaume de Banten. En 1610, elle établit un fortin à Jayakarta, une cité vassale de Banten.

### Jan Pieterszoon Coen et la création de Batavia (1619)
En 1614, Jan Pieterszoon Coen est nommé directeur-général[réf. nécessaire] en Asie. Par la suite, il est gouverneur général des Indes néerlandaises de 1618 à 1623 et de 1627 à 1629.
Il souhaite faire de Jayakarta le centre du commerce néerlandais dans la région, mais Banten s'y oppose. En 1619, récemment devenu gouverneur général de la VOC, il prend la tête d'une flotte partant des Moluques et s'empare de Jayakarta. Il rase cette cité pour fonder Batavia, capitale de la VOC en Asie.
Le nouveau gouverneur veut faire de la compagnie une puissante organisation profitant du commerce oriental et excluant ses concurrents. Mais la situation politique aux Provinces-Unies est alors défavorable à de telles ambitions.
Les Provinces-Unies ont en effet obtenu de l’Espagne en 1609 un traité de trêve d'une durée de 12 ans. Ce traité stipule notamment que les Provinces-Unies ne chercheront pas à s’étendre hors d’Europe.
Les attaques néerlandaises contre les positions portugaises constituent pour le roi d'Espagne un motif pour ne pas renouveler le traité et relancer la guerre contre les Provinces-Unies en 1621, à une époque où celles-ci sont déchirées par des conflits politiques (Maurice de Nassau contre Johan van Oldenbarnevelt).

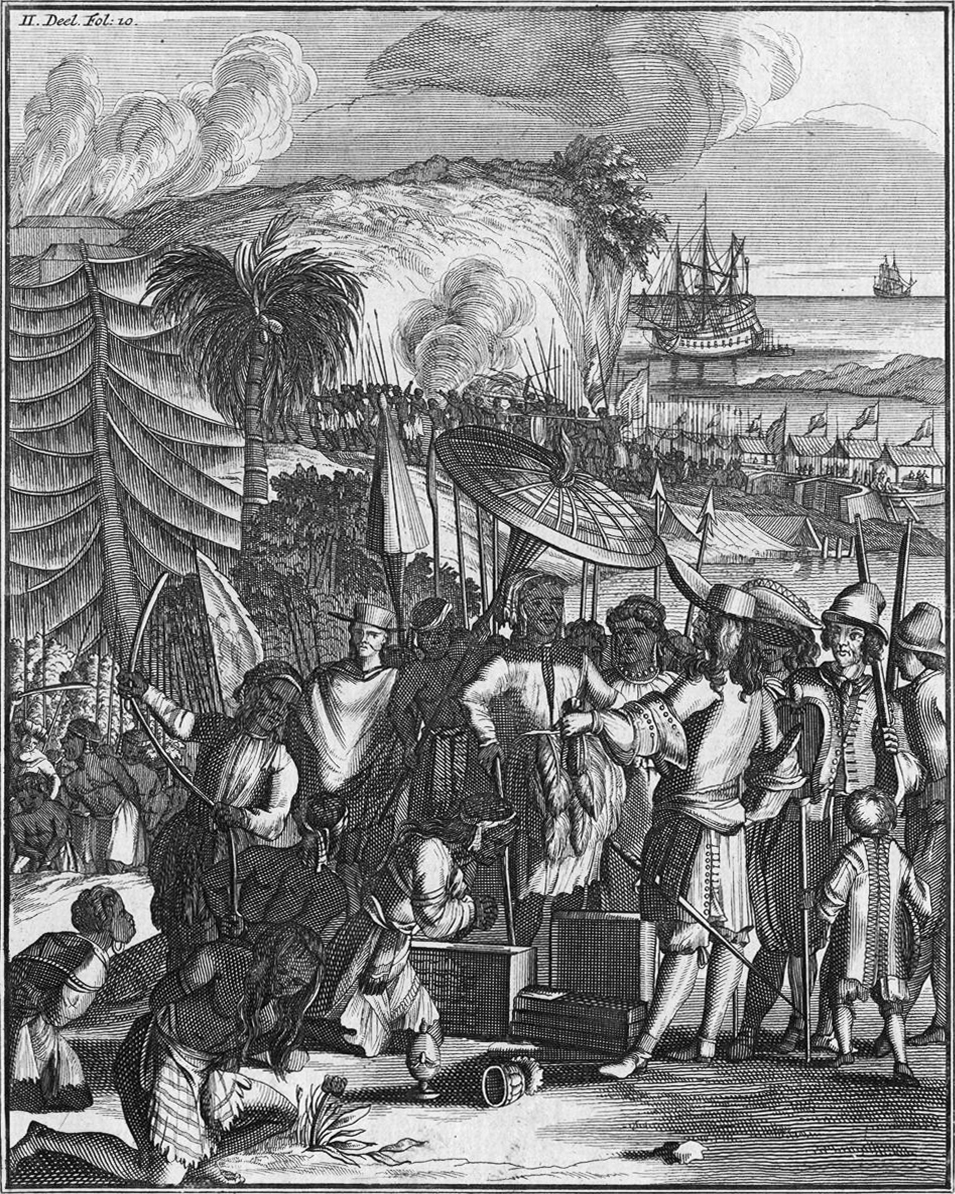
Les indigènes d'Arrakan vendent des esclaves à la Compagnie néerlandaise des Indes orientales à Pipely/Baliapal (en Orissa), 1663.

Inquiets de la reprise de la guerre avec l’Espagne, les directeurs de la VOC concluent avec la compagnie anglaise des Indes orientales (East India Company, EIC) un traité de défense mutuelle contre l’ennemi espagnol, convenant d’un partage des ressources asiatiques de poivre et des épices.
Coen n’a pourtant pas renoncé au principe de l’exclusivité. Il mène une politique impitoyable. En 1621, il envahit les îles Banda révoltées contre son autorité. Il massacre, prend comme esclave ou déporte la population. En 1623, il rompt le traité conclu avec l'EIC en torturant dix de ses agents pour leur arracher des aveux de trahison, puis les exécuter.
Sur le plan commercial, Coen tente de développer le commerce régional et les productions locales, dans une lettre aux directeurs d’Amsterdam en août 1619 il explique :

« Les textiles de Gujerat doivent être échangés contre du poivre et de l’or sur les côtes de Sumatra ; le poivre de Banten contre des couronnes et des textiles… Les biens chinois et l’or contre du bois de Santal, du poivre et des couronnes. On peut trouver au Japon l’argent pour obtenir les biens chinois ; les textiles des côtes de Coromandel pour les échanger contre des épices, d’autres marchandises et des pièces de huit ; des pièces de huit depuis l’Arabie contre des épices et d’autres petits produits, nous assurant que chaque achat compense l’autre, et que tout ceci est réalisé par nos navires sans argent néerlandais,. »

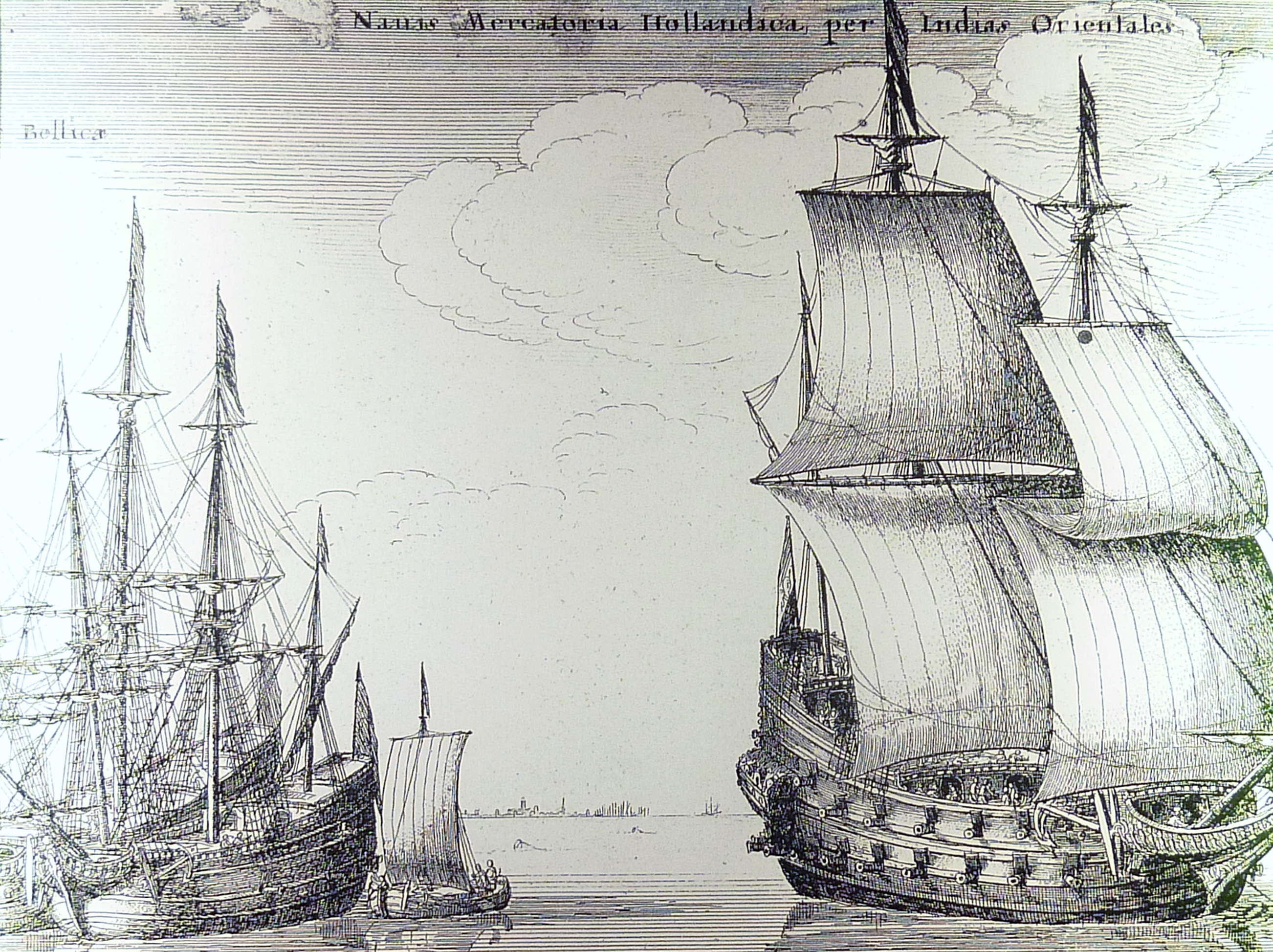
Wenceslas Hollar : Navires marchands de la Compagnie néerlandaise des Indes orientales (V.O.C.) ; 1647, gravure.

Après le drame du Batavia, il doit gérer l'expédition des secours envoyés en juillet 1629 à la rescousse des naufragés.
Après la mort de Coen en septembre 1629, la VOC doit pourtant encore composer avec les Portugais qui contrôlent Malacca et font obstacle au développement harmonieux du commerce de la compagnie néerlandaise.

### La VOC en Chine et au Japon (à partir de 1624)
Au-delà de l’océan Indien, la compagnie cherche à commercer avec la Chine et le Japon, puissances vis-à-vis desquelles la méthode autoritaire est proscrite.
En 1624, la VOC installe un comptoir sur la côte ouest de l'île de Formose afin de profiter du marché chinois. Cette position est reprise par le pirate chinois Koxinga en 1662, rendant la compagnie fortement dépendante des jonques chinoises (allant de Canton à Batavia) pour son commerce avec la Chine.
Contrarié par la volonté portugaise de convertir le pays au catholicisme, le Japon interdit en 1639 ses ports aux navires portugais, permettant ainsi à la VOC d'occuper seule le terrain. Le gouvernement japonais lui octroie Dejima, une petite île artificielle proche de Nagasaki, pour pratiquer son commerce.

### La VOC sous Antonio van Diemen (1636-1645) et ses successeurs
Sentant toujours la prédominance de son commerce menacée par la présence d’autres Européens – Portugais et Anglais – la VOC poursuit une politique agressive sous Antonio van Diemen, gouverneur général de 1636 à 1645. ils s’emparent de Malacca en 1641, étendant leur monopole à Sumatra.
Après un traité de non-agression de dix ans avec le Portugal, la compagnie s’empare de Ceylan en 1656, île qui domine la production de la cannelle et permet de commercer avec l’Inde voisine.
En Europe, le commerce de la compagnie est régulièrement troublé par des guerres maritimes qui opposent les Provinces-Unies aux autres puissances européennes, par exemple lors des guerres anglo-néerlandaises dans le troisième quart du XVIIe siècle.

### La VOC à Ceylan (à partir de 1640)
La compagnie dirige Ceylan pendant un siècle et demi jusqu’en 1796, représentée par un gouverneur.
Sur le plan économique, sa politique est centrée sur l’accroissement de la production, si bien qu’en 1665 elle contrôle la plupart des cultures de cannelle. Les Néerlandais maintiennent le système agraire traditionnel, comme avant eux les Portugais, tout en s’arrogeant le monopole de l'exportation des principales ressources commerciales de l’île : cannelle, ivoire, perles. Les importations sont strictement contrôlées, privant en partie la population de ressources essentielles comme le riz ou le textile venus d’Inde.
Sur le plan judiciaire, la compagnie respecte généralement la coutume locale, permettant parfois aux notables autochtones de siéger dans des affaires concernant la loi coutumière. Toutefois, la loi néerlandaise s’étend progressivement, provoquant d’importantes mutations sociales : le système de propriété privée des terres s’étend à travers l’île, ainsi que la monogamie.

### Batavia et l’Indonésie après le gouvernorat de Coen

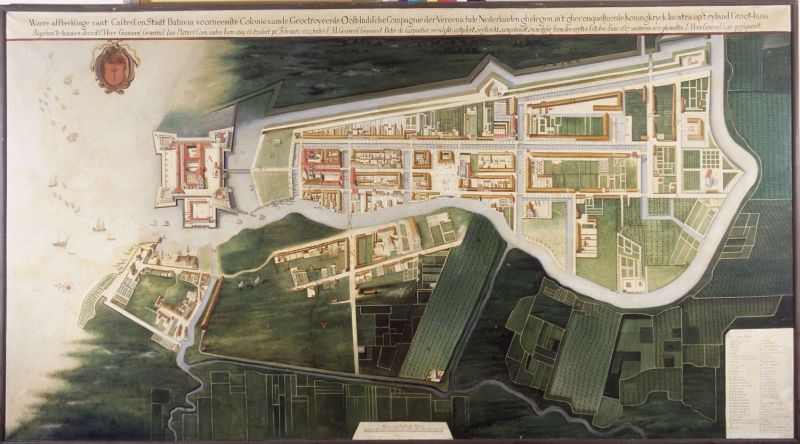
Reproduction d'un plan de Batavia datant d'environ 1627, collection du Tropenmuseum.

Mais l’expansion territoriale de la compagnie est surtout centrée sur Batavia. Le processus de prise de contrôle à partir de Batavia est progressif et s’étale sur plus d’un siècle. En 1628-1629, le souverain du royaume javanais de Mataram, le sultan Agung (r. 1613-1646), fait par deux fois le siège de Batavia, sans succès. Après la mort d'Agung, la compagnie participe aux conflits de successions sur le trône de Mataram et obtient le contrôle du Pasisir, la côte nord de Java. Des disputes sur le trône de Java mènent à de nouvelles expansions territoriales de la VOC si bien que vers 1755 ce qui reste de Mataram est divisé en deux royaumes, Surakarta et Yogyakarta. À la fin du XVIIIe siècle, outre les Moluques, la VOC contrôle les îles de Java et de Sulawesi.
La compagnie conserve l’organisation traditionnelle pour l'administration des sociétés locales en prenant la place accordée à l’ancien souverain et en conservant l’aristocratie locale. Parallèlement, elle développe progressivement une bureaucratie européenne pour gérer ses affaires,,.

### La VOC en Afrique australe (à partir de 1652)
Voir aussi Histoire de l'Afrique du Sud - L'arrivée des Européens

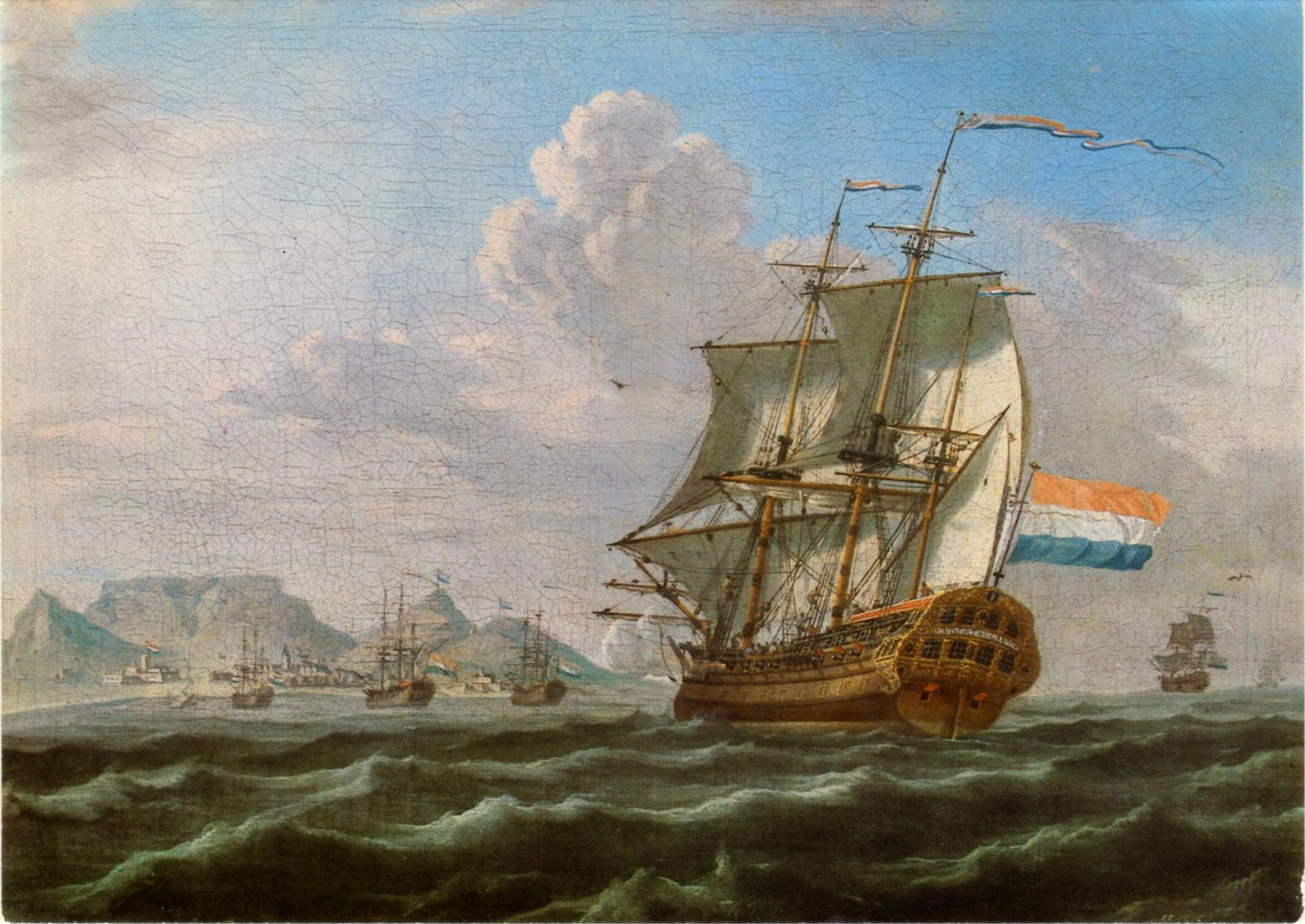
Un navire de la VOC arrivant au Cap en 1762.

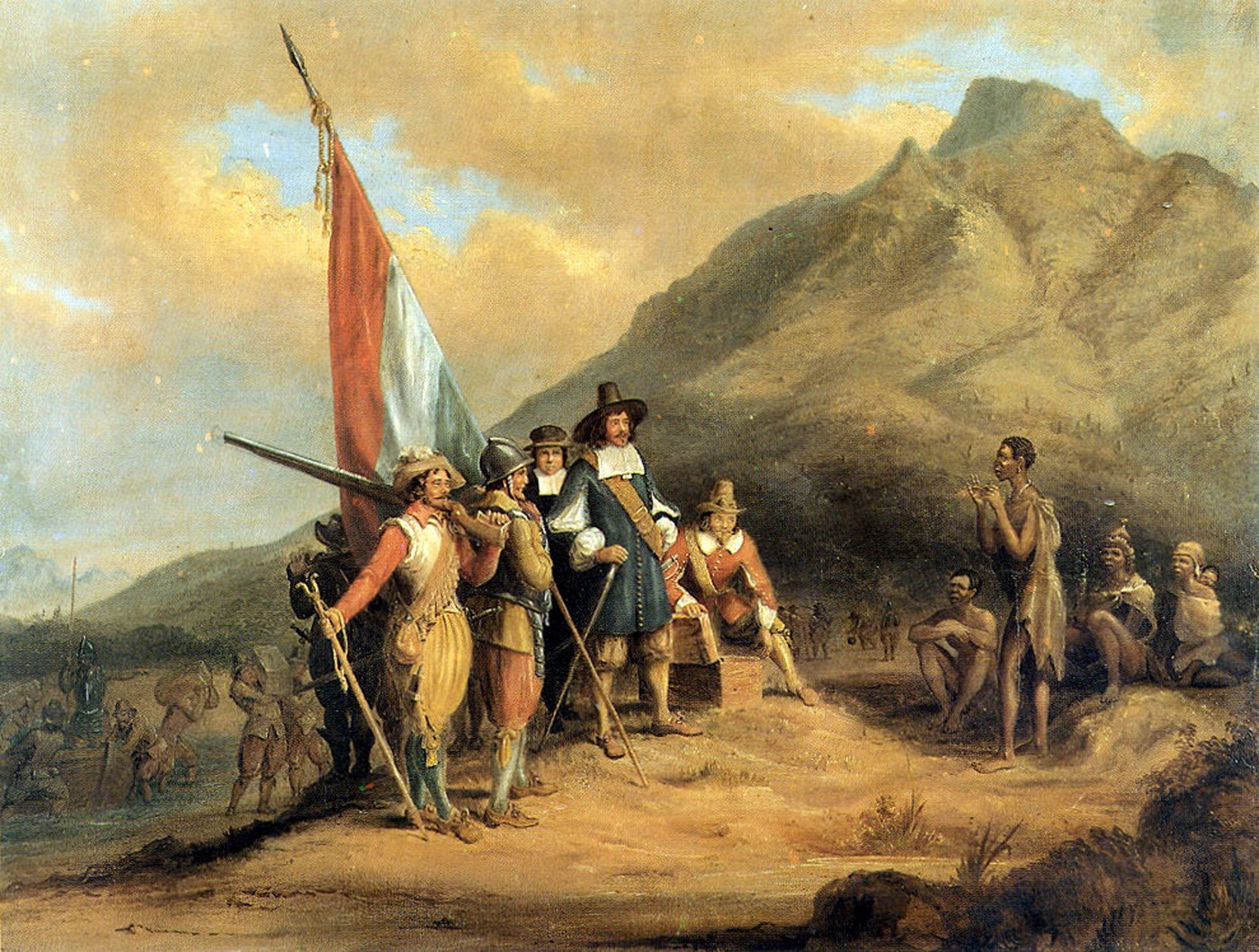
Arrivée de Jan van Riebeeck (Charles Bell).

En 1647, un navire de la VOC, le Haarlem, s’étant échoué sur la côte du sud de l'Afrique (région du cap de Bonne Espérance), l’équipage séjourne sur place pendant plusieurs mois avant de pouvoir regagner les Provinces-Unies. Le récit de cette aventure inspire la VOC qui, souhaitant établir un port permettant le ravitaillement de ses navires à mi-chemin sur la route des Indes, envoie un corps expéditionnaire vers le cap de Bonne-Espérance. Le débarquement a lieu le 7 avril 1652. Le commandant de l'expédition, Jan van Riebeeck, fonde la colonie du Cap.
Celle-ci ne pouvant pas devenir un comptoir commercial rentable (faute de marchandises exportables), la compagnie opte peu à peu pour une colonie de peuplement. À partir de la fin du XVIIe siècle, l’encouragement à l’immigration suscite l’arrivée de colons d’autres origines, provoquant un important peuplement européen dans le pays.
Cette colonie, disputée à la fin du XVIIIe siècle, devient britannique en 1814.

## Structure du commerce

Le commerce de la VOC en Asie et les territoires ayant constitué l'empire néerlandais dans la région : en vert, la plupart de ses territoires ont toutefois été conquis après la dissolution de la compagnie (imp. : produits débarqués, exp. : produits chargés dans un pays).

La fonction de la compagnie consiste à établir une jonction entre ce que Fernand Braudel appelle des économies-mondes, c’est-à-dire des espaces géographiques formant chacun un tout économique cohérent et autonome : l’Europe d’une part, l’Asie d’autre part. Dès lors le commerce de la compagnie se fait en deux temps : le voyage d’Amsterdam à Batavia et le voyage de Batavia à Amsterdam.
Pour autant, la compagnie ne devient pas le simple instrument d’un échange commercial entre deux régions du monde. Elle n’exporte quasiment aucune richesse européenne vers l’Asie. En fait, elle pratique en Asie un commerce d’Inde en Inde qui lui fournit les produits nécessaires à l’achat des denrées destinées à être vendues à l’Europe.

### Le commerce d’Inde en Inde
Le commerce d’Inde en Inde a pour objet de lier entre eux les différentes régions de l’économie-monde asiatique, chacune ayant ses ressources et ses besoins auxquels le cabotage de longue distance peut répondre. La mise en place de ce commerce permet d’accumuler les métaux précieux nécessaires aux dépenses locales de la compagnie sans rendre nécessaire de les importer en excès depuis la métropole européenne.
Les Néerlandais disposaient en Extrême-Orient de deux monopoles, celui de l’accès au marché japonais et celui des épices fines : macis, noix de muscade, clous de girofle et cannelle. Chacun de ces monopoles était étroitement contrôlé par la compagnie qui confinait la production sur un territoire insulaire restreint et s’assurait qu’aucun autre territoire ne venait contester le monopole. Au besoin, les Néerlandais payaient les souverains locaux pour qu’ils arrachent leurs cultures ou s’assuraient par l’invasion militaire que telle région ne produirait pas telle épice.

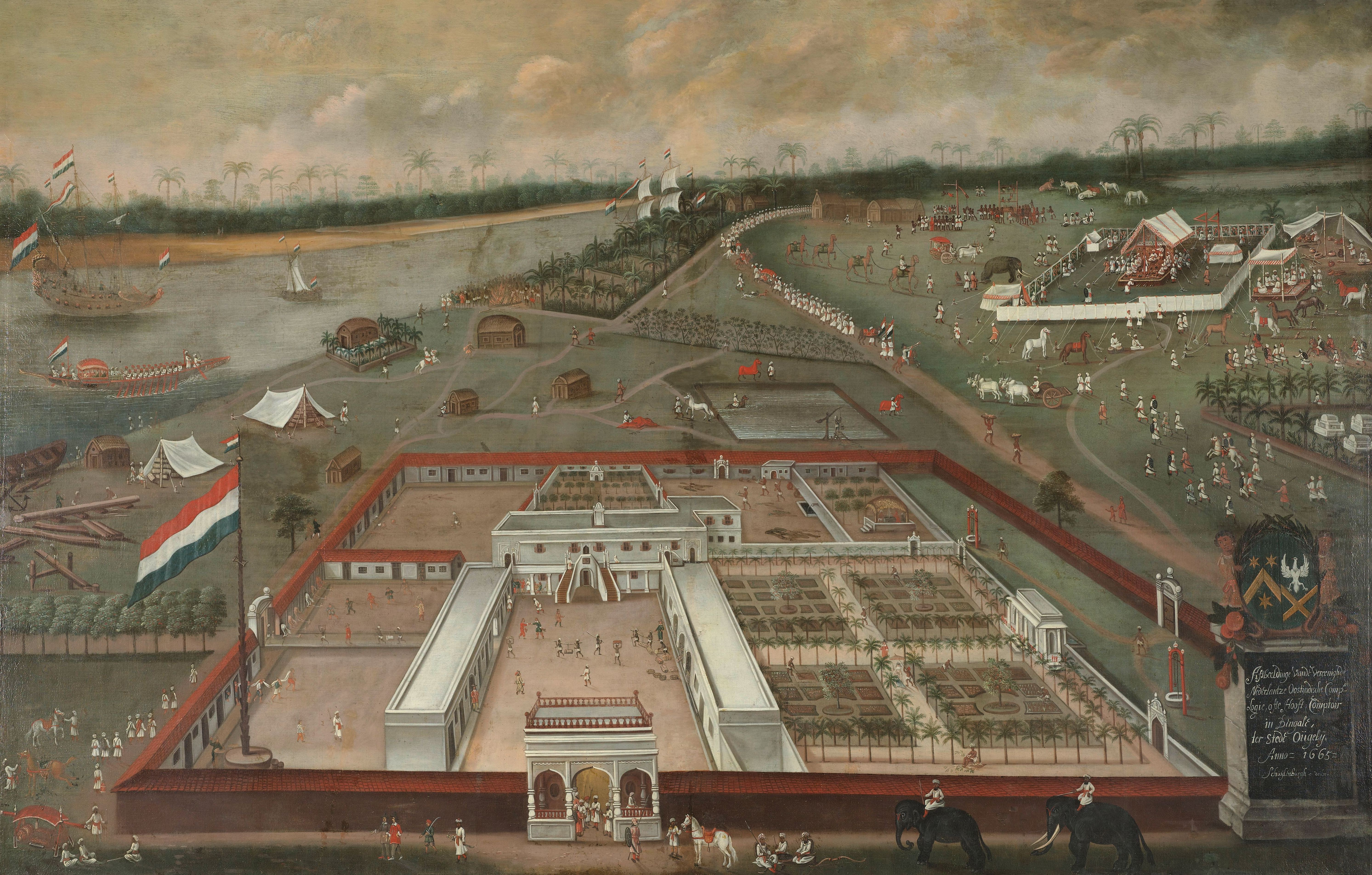
Comptoir à Hooghly, Bengale
(1665), Hendrik van Schuylenburgh
Rijksmuseum, Amsterdam

Pour les Néerlandais, le contrôle des épices fines permit l’accès à de nombreux marchés d’Asie. Mais la compagnie se livre aussi à de simples activités d’intermédiaire des échanges, achetant pour échanger plus loin et ainsi de suite. Par exemple, la compagnie exporte de la côte de Surate du textile vers Ceylan et Batavia . Toujours à Surate, elle achète d’énormes volumes de textiles indiens, et elle les échange ensuite à Sumatra contre du poivre, de l’or et du camphre. Les Néerlandais vendent au Siam des épices, du poivre et du corail contre l’étain, dont ils se sont réservé le commerce, mais aussi de l’or, des peaux de cerfs destinées aux Japonais, des peaux d'éléphants pour le Bengale. Ce dernier pays fournit à la compagnie la soie, le riz, le salpêtre, tandis que les Japonais fournissent le cuivre… Ce n’est qu’une énumération partielle des nombreux flux qu’orchestre la compagnie, partout où se profile une occasion de profit.

« Dans ce cabotage à longue distance, une marchandise donnée en commande une autre, celle-ci va au-devant d’une troisième et ainsi de suite. Nous nous trouvons là à l’intérieur des économies-mondes asiatiques qui forment un ensemble vivant »

— Fernand Braudel.
Ce « cabotage » connaît son apogée au milieu du XVIIe siècle avant d’entamer un déclin, et avec lui celui de la compagnie en Asie (cf. tableau ci-dessous).
| Nombre de navires néerlandais consacrés au commerce d’Inde en Inde |      |      |      |      |      |      |      |      |
| 1641                                                               | 1651 | 1670 | 1680 | 1689 | 1700 | 1725 | 1750 | 1775 |
| 56                                                                 | 60   | 83   | 107  | 88   | 66   | 52   | 43   | 30   |

### Le commerce avec les Provinces-Unies

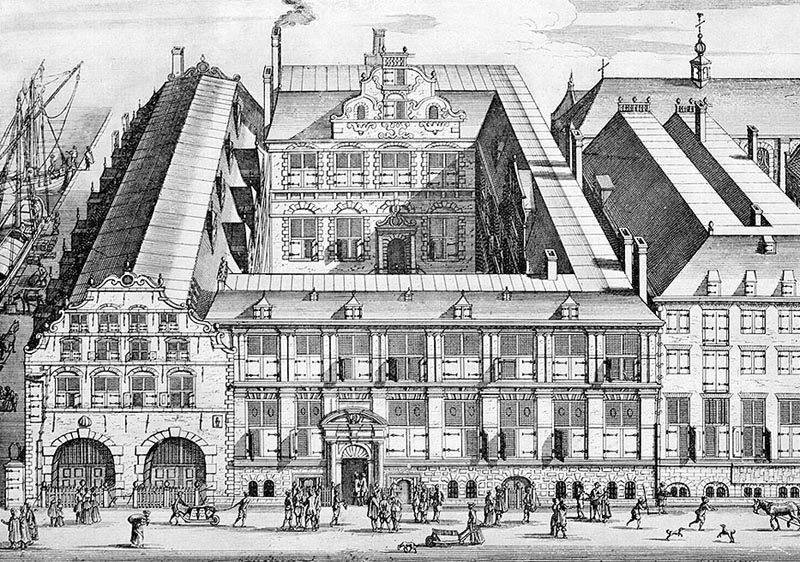
Bâtiment principal de la VOC à Amsterdam.

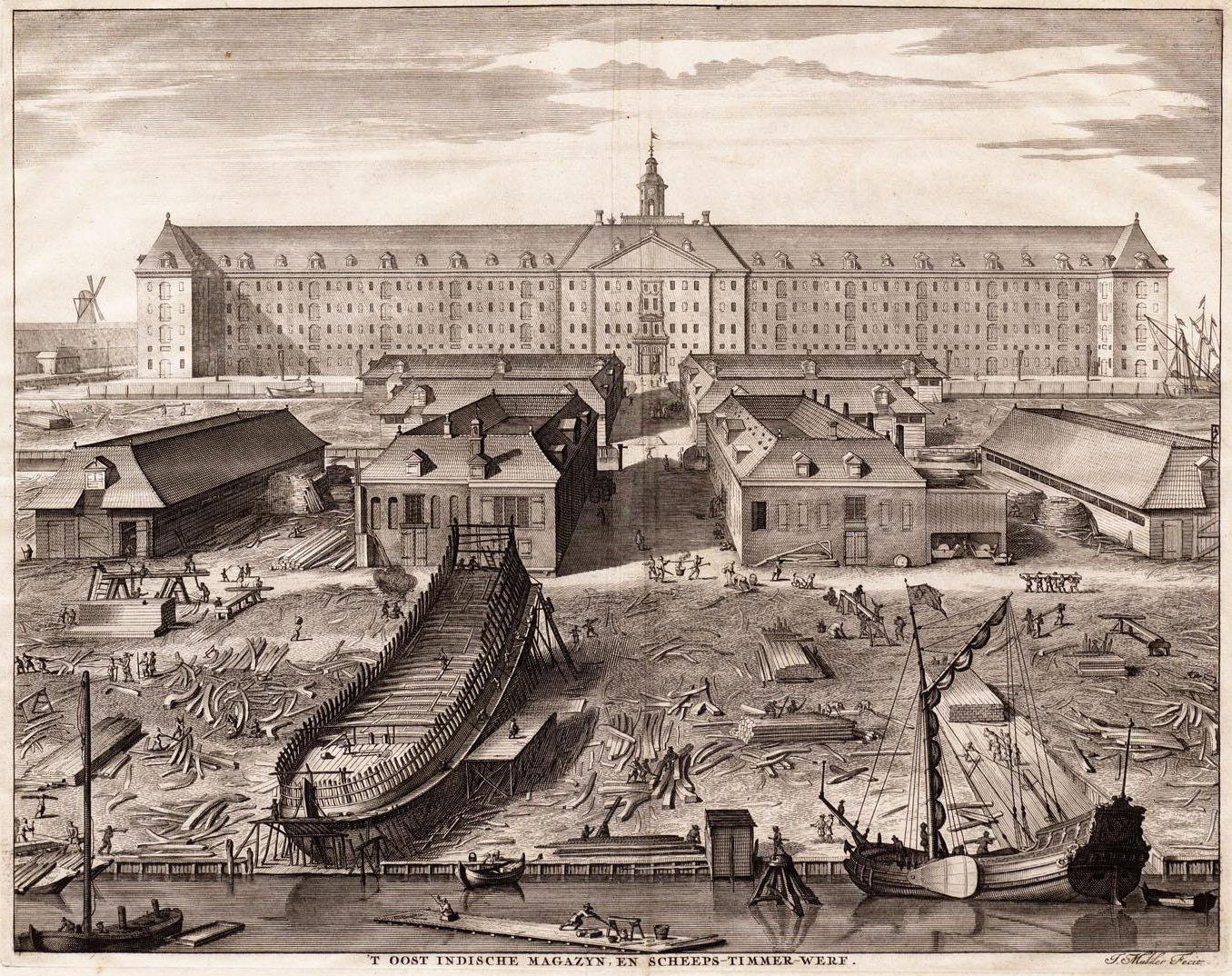
Le chantier naval de la Compagnie néerlandaise des Indes orientales à Amsterdam (gravure de 1726 par Joseph Mulder). Au début du XVIIe siècle, les chantiers navals produisent de nombreux bateaux à partir de schémas standard, permettant la division du travail, ce qui réduit les coûts. Ainsi, le quartier de construction navale de Zaan, près d'Amsterdam, est devenu la première zone industrielle connue du monde, avec environ 900 scieries dont l'énergie est fournie par des moulins à vent, à la fin du XVIIe siècle.

À Amsterdam, les chargements de navires de la compagnie revenant des Indes sont vendus à de petits acheteurs ou à des syndicats de marchands. Ceux-ci achètent parfois la cargaison entière. Ces dernières opérations rentrent dans le cadre de contrats très précis, interdisant par exemple à la compagnie de revendre à Amsterdam la même marchandise pendant un certain délai afin d’assurer au syndicat de marchands qu’il disposerait d’un quasi-monopole lui permettant de fixer un prix relativement élevé.
| Chargement             | 43 % |
| Navires                | 23 % |
| Salaires de l’équipage | 27 % |
| Autres                 | 7 %  |
| ---------------------- | ---- |

Il arrive aussi régulièrement que les clients puissent être des directeurs de la compagnie, créant parfois de violents conflits d’intérêts. De même, le jeu du monopoleur est parfois contrarié par des monopsones, à savoir des marchands disposant du monopole à l’achat, le monopole est alors bilatéral, empêchant la compagnie d’imposer le prix de vente. En 1628 par exemple, les clients de la compagnie profitent d’une entente pour forcer le prix à la baisse; ce qui empêche la compagnie de vendre son stock de clous de girofle au prix souhaité. Il est de plus à noter que la compagnie dispose d’un monopole lié à la provenance orientale des produits, et non à leur nature. Or à partir du XVIIIe siècle la compagnie doit jouer avec la concurrence pour certains produits ayant des sources d’approvisionnement alternatives comme l’Amérique.
Si on s’intéresse au coût d’une expédition vers les Indes, on découvre que le chargement de marchandises en représente moins de 50 % (cf. tableau ci-contre) ce qui implique que la plus-value réalisée à l’occasion de l’échange avec les comptoirs asiatiques doit être relativement importante. De fait au milieu du XVIIe siècle la valeur des ventes de la compagnie à Amsterdam était trois fois supérieure à celle de ses achats en Asie (cf. tableau ci-dessous). Que vend-on à Amsterdam ? Au milieu du XVIIe siècle la compagnie réalise des profits similaires dans la vente d’épices et de poivre, mais l’importance du poivre décroît dans la période suivante au profit du textile qui représente près de la moitié des ventes au début du XVIIIe siècle. Au XVIIIe siècle, l’importance du textile décroît, du fait de la poussée des importations de thé et de café. Ces deux dernières marchandises représentaient, à elles deux, 4 % des ventes vers 1700 contre plus de 20 % vers 1780 .
D’autres produits comme le cuivre, l’étain, le sucre ou le salpêtre sont transportés par la compagnie, mais servent surtout de lest aux navires .
| Le Commerce de la Compagnie néerlandaise des Indes orientales dans la seconde moitié du XVIIe siècle |            |            |            |
| Achats en Asie                                                                                       |            |            |            |
| | 1648-1650  | 1668-1670  | 1698-1700  |
| Total en florins                                                                                     | 6 257 000  | 10 813 000 | 15 026 000 |
| Part des différents produits (en %)                                                                  |            |            |            |
| Épices                                                                                               | 17,85      | 12,05      | 11,7       |
| Poivre                                                                                               | 50,34      | 30,53      | 11,23      |
| Textiles                                                                                             | 14,16      | 36,46      | 54,73      |
| Ventes à Amsterdam                                                                                   |            |            |            |
| Total en florins                                                                                     | 17 760 000 | 21 032 000 | 28 137 000 |
| Part des différents produits (en %)                                                                  |            |            |            |
| Épices                                                                                               | 26,36      | 28,43      | 24,78      |
| Poivre                                                                                               | 32,89      | 28,99      | 13,21      |
| Textiles                                                                                             | 17,54      | 23,77      | 43,45      |

## Moyens maritimes de la VOC

### Les vaisseaux
Comme pour chaque compagnie européenne destinée à commercer avec les Indes Orientales, les navires ne sont pas de simples navires de commerce, ils possèdent leur propre dénomination, « retourschepen » pour la VOC, comme les Britanniques dénomment les leurs « East Indiamen » et leur construction est relativement standardisée, comme en témoignent les normes établies par les Heeren XVII.
La longueur du voyage et les risques encourus amènent à construire des navires solides et capables de se défendre par eux-mêmes. Les navires de guerre servent de modèle, mais, selon la taille voulue, le vaisseau à construire s'inspire d'une frégate ou d'un vaisseau de ligne.
Le tonnage augmente au fil des ans, mais la majorité des vaisseaux jaugent entre 600 et 1 200 tonneaux. Pour ces derniers, les dimensions sont proches de celles des vaisseaux de ligne de 64 canons, c’est-à-dire parmi les plus puissants des armées navales de l'époque. En 1697, les Heeren XVII édictent une norme de construction qui restera en vigueur jusqu'à la fin du XVIIIe siècle. Ainsi, un vaisseau de 1 000 tonneaux ou plus devra avoir 160 pieds de long, dimension équivalente à celle d'un 64 canons. Mais quand le 64 canons deviendra obsolète, pour céder la place au 74, les vaisseaux de la compagnie ne suivront pas le mouvement.

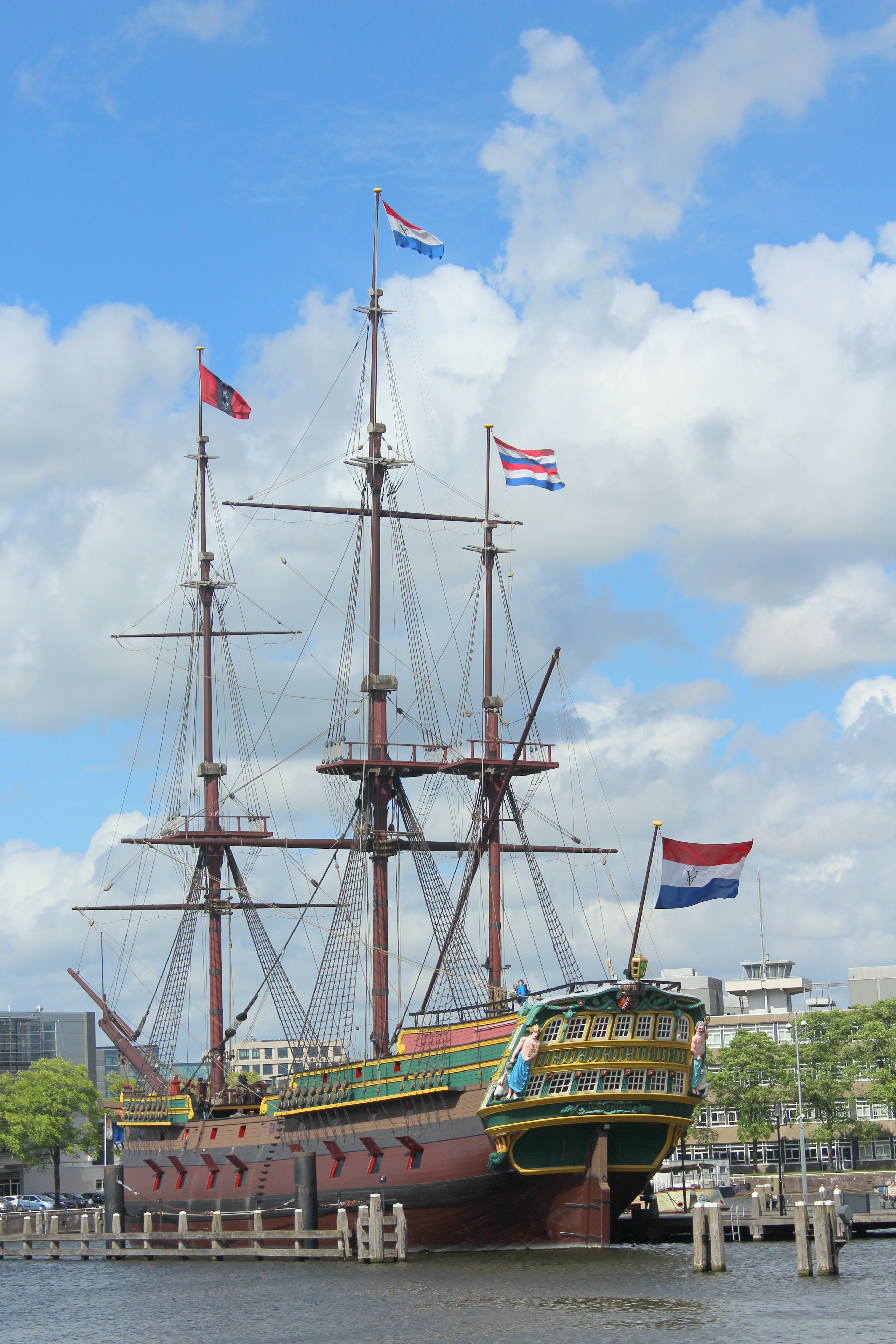
Une réplique du VOC Amsterdam, un navire de la compagnie.

Leur apparence est similaire à celle des vaisseaux de guerre, jusqu'à l'armement ; par exemple, en 1645, le Jonker arbore 42 pièces de canons, du 36 livres aux 3 livres. Cependant, au fil des ans, le nombre de pièces pourra décroître, en nombre comme en calibre. Les sabords de la batterie basse n'abritant plus de canons.
À l'intérieur, tout est fait pour dégager un grand volume de cale. Par exemple, ce qu'on appelle le « faux-pont » n'existe plus. L'une des modifications les plus notables est l'emplacement de la cale à eau potable. Elle est placée tout à l'avant, toujours dans le souci de dégager le maximum d'espace. Ce choix aura pour conséquence d'influer sur les qualités nautiques du navire.
À côté des types de vaisseaux décrits, on trouve aussi des flûtes, navires plus petits, adaptés au commerce d'Inde en Inde, voire, à compter de 1788, des paquebots devant rallier Le Cap en trois mois et Batavia en cinq.
Chaque chambre a conservé un chantier naval pour la VOC. Pour les plus petites, ce sera même leur seul point de rencontre avec le grand commerce océanique. Les décisions de construction sont prises chaque année, au printemps, par les Heeren XVII, pour les 18 mois suivants. Ensuite, ces constructions sont réparties entre les différents chantiers.
Hors d'Europe, la VOC dispose d'un chantier, bien approvisionné, à Batavia. Mais il se cantonnera à l'entretien des navires, la quasi-totalité des constructions venant d'Europe.
Ainsi, en deux siècles, les chantiers néerlandais auront produit 1 367 vaisseaux, dont la moitié à Amsterdam et un cinquième en Zélande.
En 1730, construire un vaisseau de 600 tonneaux revient à 85 000 florins. Il est utilisé pendant environ 10 ans, sauf accident, et fait environ quatre voyages. Mais, après chaque voyage, un radoub, dont le coût se monte à environ 1/3 du prix de construction, est nécessaire.
La robustesse est recherchée dans la construction, mais les coûts sont surveillés. Ainsi, les Heeren XVII, refuseront-ils le doublage en cuivre des carènes, que les Britanniques effectuent autant pour favoriser la vitesse de leurs bâtiments que pour les protéger des tarets. Autre différence avec la compagnie britannique, la VOC n'a jamais recours à la location de vaisseaux.

### Les marins
La flotte de la VOC mobilise chaque année des milliers d'hommes, même si le nombre de marins par tonneau a tendance à diminuer au fil des ans, de 45 pour la décennie 1630 à 25 pour la décennie 1780. Mais cette évolution est compensée par l'augmentation du tonnage.

#### Les officiers
Les officiers sont recrutés par la VOC qui établit chaque année un tableau d'embarquement. Il s'agit de capitaines du rôle ou de nouveaux promus parmi les officiers en second, voire de capitaines provenant de la marine de guerre néerlandaise.
Bien que les salaires soient équivalents à ceux des autres officiers de la marine marchande, ces emplois sont très recherchés car, comme dans les autres compagnies, les officiers bénéficient d'un droit de « pacotille », c’est-à-dire que la compagnie autorise ses officiers à transporter des marchandises personnelles. Pour la VOC, cela se traduit par un volume correspondant à un ou plusieurs coffres, dont le nombre et la taille sont fixés par un règlement. Si l'officier est libre du remplissage de ses coffres, la vente sera effectuée par la compagnie qui reversera le montant obtenu, ceci pour éviter que l'officier ne privilégie ses propres intérêts au détriment de ceux de la compagnie.

#### Les matelots
La VOC a des besoins importants en matelots ; on compte environ 7500 marins par an (dont 3000 seulement reviendront et pourront repartir, davantage en raison des désertions que des décès). Bien que les marins nationaux soient privilégiés, la compagnie est obligée de recruter où elle le peut. Ce qui n'empêche pas les restrictions, comme celle qui énonce : « …de même ne seront admis ni Anglais ni Espagnols, même pas comme marins, soldats ou autrement. Toutes les autres nations doivent être préférées, autant que faire se peut, à celles-là… ».
Il y a ainsi des recruteurs qui parcourent l'Europe pour recruter des marins. Ils les convoient aux Pays-Bas où ils se paient sur la prime d'engagement versée aux nouveaux marins. En 1730, les Néerlandais n'assurent plus que 40 % des équipages.
Les salaires sont inférieurs de près d'un tiers par rapport à celui d'un ouvrier. Mais il y a des compensations, puisque les marins bénéficient aussi du droit de pacotille.
Les marins déserteront fréquemment pour trouver des embarquements mieux payés et une discipline moins sévère que sur les vaisseaux de la compagnie.

#### Autres personnels

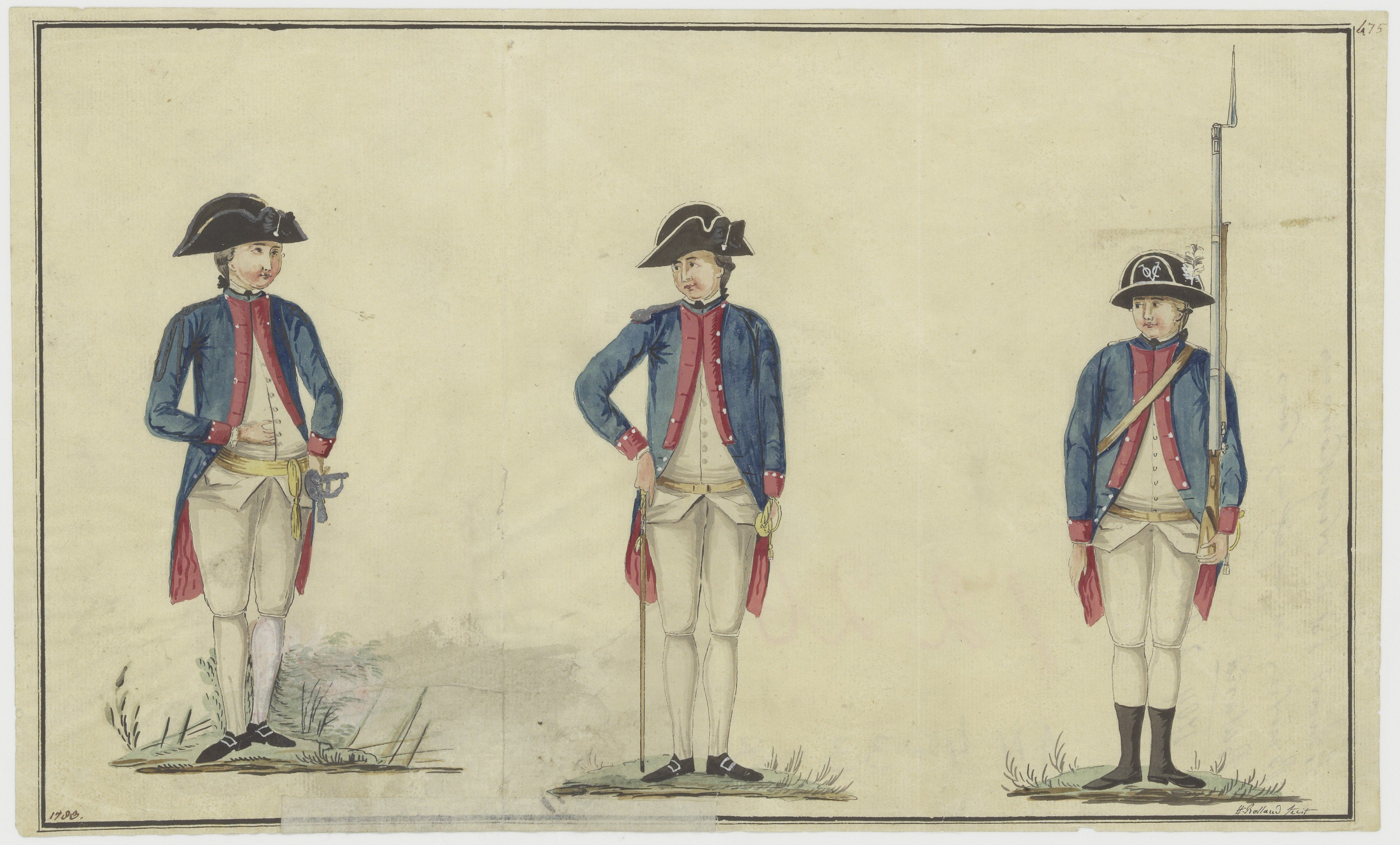
Soldats de la VOC, vers 1783.

Les soldats sont en nombre important. En 1669, on en compte environ 10 000. Ce sont principalement des mercenaires. Ils sont chargés de défendre le vaisseau contre un ennemi éventuel mais aussi contre un équipage revendicatif. On en compte de 80 à 300 par convoi, représentant près de 30 % des embarqués. Pour donner un exemple, la flotte de Noël de 1644 comprend 5 vaisseaux et 835 marins pour 320 soldats. La compagnie recrute des régiments entiers au Wurtemburg, en Suisse, au Luxembourg…
Ils signent un engagement de 5 ans, voyages non compris. La solde est de 9 florins par mois (1745) ; c'est moins que celle d'un ouvrier, mais ils sont logés et nourris. Ils assurent la garnison du vaisseau sur lequel ils sont placés, mais aussi servent à la défense des comptoirs où la grande majorité d'entre eux sont stationnés.
À côté des soldats, on trouve nombre de personnes embarquées à des titres différents, des passagers aux aumôniers, en passant par toutes les spécialités indispensables (du tonnelier au boucher, par exemple).

### Le voyage

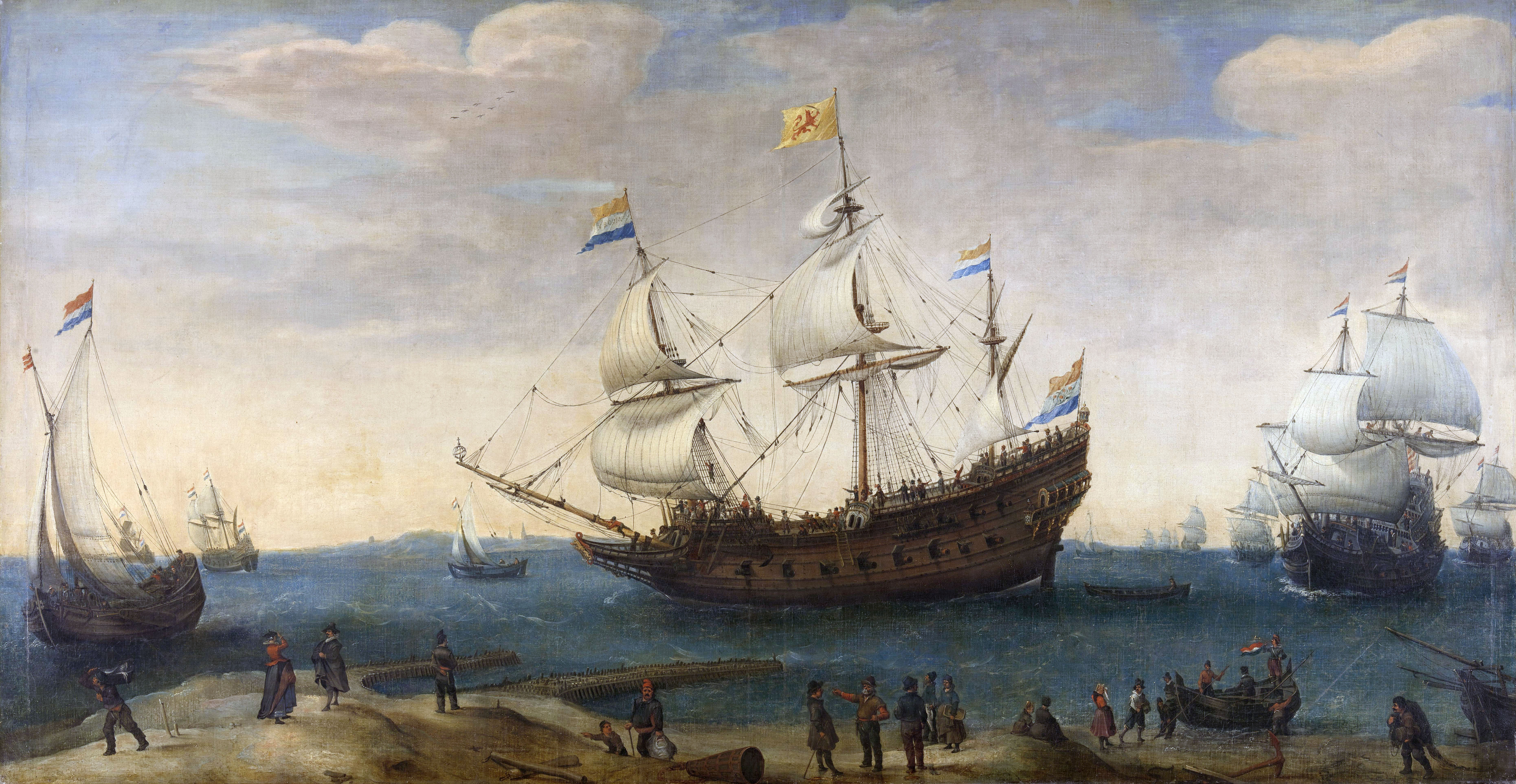
Départ des voiliers de la Compagnie des Indes orientales.

Pour bénéficier des meilleures conditions de navigation, les départs ont lieu entre octobre et mars. La VOC donne trois départs successifs. Il y a la « flotte de la Foire » à la fin de la foire d'Amsterdam, début octobre, la « flotte de Noël », fin décembre et la « flotte de printemps », début avril.
Le voyage aller-retour prend une vingtaine de mois. Les flottes sont en général rassemblées au Texel, puis, selon les conditions météorologiques et les circonstances militaires, traversent la Manche ou contournent les îles britanniques. La première escale est souvent au Cap-Vert. Elle permet de se réapprovisionner en eau et d'embarquer des vivres frais. La seconde escale est au Cap et dure trois à quatre semaines.
Dans l'Océan Indien, il y a traditionnellement trois routes. La VOC privilégie celle du sud qui suit le parallèle du Cap, dans les 40e rugissants, puis remonte au nord vers le détroit de la Sonde quand sont reconnues les îles Saint-Paul et Amsterdam. Cette route est plus longue, de près d'un mois si l'on va à Canton, mais offre l'avantage d'être moins sensible aux effets de la mousson et donc utilisable par tous les temps. La VOC offre des primes à la vitesse. Le capitaine qui fait le trajet en six mois reçoit une prime de 500 florins, 300 pour sept mois, 150 pour huit mois.
Les risques sont d'abord liés à l'état de la mer. Ainsi, en 1737, sept navires disparaissent d'un coup sur le chemin du retour après l'escale du Cap. Les captures, par des pirates, des ennemis ou d'autres compagnies, sont à peu près stables pour la VOC aux XVIIe et XVIIIe siècles, avec moins de 10 % de pertes. Notons que ce pourcentage est bien inférieur à celui de la compagnie française, mais cela tient compte de périodes de belligérance bien plus longues.

## Le déclin
Plusieurs thèses ont été avancées pour expliquer la faillite de la dite plus grande entreprise du monde. Certaines soulignent l’importance de la corruption des agents de la compagnie, d’autres les coûts croissants de la gestion de l’empire territorial, la transformation de la demande sur les marchés européens, l’émergence du capitalisme britannique, ou encore l’histoire mouvementée des Provinces-Unies au XVIIIe siècle.

### Profits et dividendes

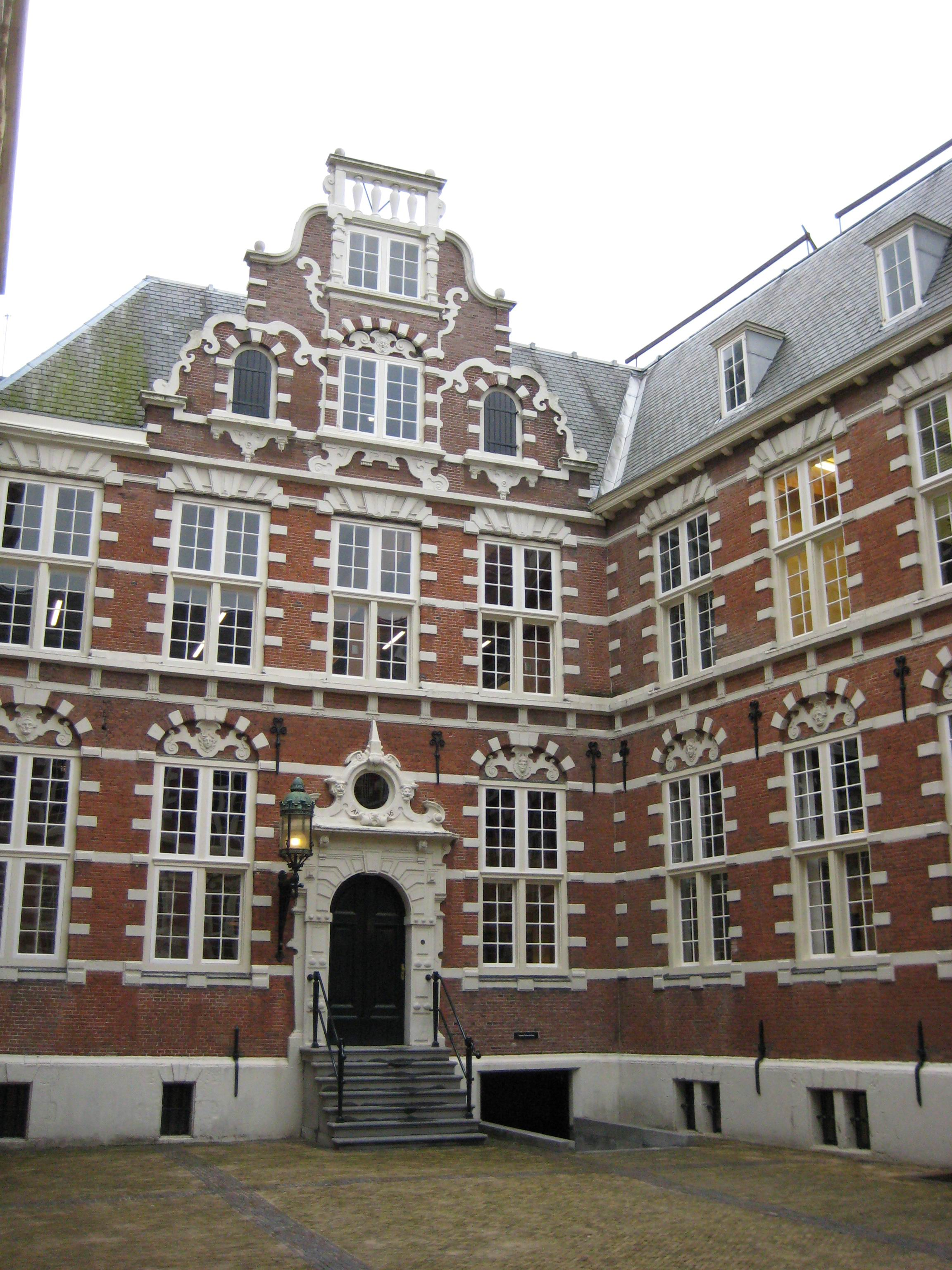
Bâtiment principal de la VOC à Amsterdam.

Une première explication du déclin de la VOC se trouve dans le partage des bénéfices de son commerce. D’après les calculs de B. Van der Oudermeulen effectués une vingtaine d’années avant la disparition de la compagnie, ses profits nets sont restés relativement modestes à côté des dividendes versés à ses actionnaires. Dès ses débuts, entre 1612 et 1654 la compagnie réalisait un bénéfice annuel moyen de 440 000 florins, soit trois fois moins que les dividendes qu’elle versait à ses actionnaires. Fernand Braudel montre qu'elle procédait à une intériorisation des bénéfices mais s'étonne du non-recours à une augmentation de capital pour assurer le financement de la croissance.
Entre la création de 1602 et 1670, les actions ont progressé de 410 %, aussi le dividende de 40 % perçu en 1670 après la victoire contre le Roi de Macassar, doit être relativisé car il est calculé sur la valeur initiale de l'action. Il ne représente que 7,8 % de la valeur maximale de l'action en 1670, lorsque le cours de celle-ci culmine. C'est aussi l'année du traité secret de Douvres entre l'Angleterre et Louis XIV, qui deux ans après, attaquent les Provinces-Unies. À titre de comparaison, en 1672 lorsque Colbert lance ses premiers emprunts publics en France, le taux d'intérêt est de 5,50 % mais deux ans plus tard, il est déjà de 7,80 %. Braudel cite un contemporain selon lequel le dividende de la VOC est longtemps resté en dessous de 3 % à 4 %.
Malgré le poids des dividendes, elle parvient à accroître ses profits jusqu’à la fin du XVIIe siècle, période à partir de laquelle commence le déclin. Selon la même source, elle ne réaliserait plus de bénéfices à partir de 1724, puis commencerait à s’endetter, allant jusqu’à emprunter pour payer des dividendes aux actionnaires. À la fin du XVIIIe siècle sa dette s’élève à 105 millions de florins.
Il semble que le pôle de Batavia ait été le premier à s’endetter, non parce que la conjoncture commerciale est mauvaise, mais parce que la VOC est concurrencée par les compagnies étrangères, en particulier l’East India Company, et parce qu’elle n’a pas su comprendre les transformations du commerce mondial à partir de la fin du XVIIe siècle.

### Évolution du commerce
À partir de 1670, l’importance du poivre sur les marchés européens a tendance à décroître, celle des épices fines est stable tandis que de nouvelles marchandises s’imposent, tels le thé, le café, la laque et la porcelaine de Chine. À ces changements de la demande en Europe s’ajoute un bouleversement des routes commerciales en Asie, et la VOC n'a pas adapté l'organisation de son commerce. La principale évolution réside dans le commerce du thé et l’ouverture de la Chine sur le commerce européen. Seuls les Anglais mettent en place un commerce direct avec la Chine impliquant le thé, le coton et plus tard l’opium. La VOC ne rompt pas avec ses habitudes, limitant sa relation avec la Chine au commerce effectué à Batavia par les jonques venues de Canton. Des tentatives de commerce direct sont pourtant engagées, mais elles ne rencontrent pas le même succès que les Anglais. Les guerres internes à l’Inde affaiblissent par ailleurs le commerce néerlandais avec la côte de Coromandel.

### Corruption
Les difficultés de la compagnie tiennent aussi à la corruption endémique qui règne dans ses rangs. Contrairement à l’East India Company, la VOC n’autorise pas ses agents à faire du commerce d’Inde en Inde pour leur propre compte, limitant alors les opportunités de réussite personnelle. La corruption des agents de la compagnie est signalée dès les années 1650.
Les transformations sociales des coloniaux à Batavia expliquent aussi cette montée du trafic de contrebande qui vient répondre aux besoins des dépenses de luxe des Néerlandais installés à Batavia. En fait, les Néerlandais se jettent dans des trafics individuels qui causent du tort aux affaires de la compagnie.
Cette corruption n’épargne pas Amsterdam. Le Conseil des XVII n’a en théorie pas le droit d’acheter des marchandises vendues par la compagnie, mais leurs familles ou leur entourage le font. Cette interdiction ne frappe d’ailleurs pas les directeurs de la compagnie. Aussi les contrats de vente des produits se font-ils souvent au désavantage de la compagnie et au profit de ses dirigeants, liés aux différents milieux d’affaires d’Amsterdam. Le manque de pouvoir des actionnaires les empêche de s’opposer à de telles pratiques. En fait, plus qu’aux actionnaires, les dirigeants de la compagnie sont plus ou moins au service des grands capitalistes qui achètent en masse les cargaisons de la VOC pour les distribuer dans les Provinces-Unies mais aussi à travers l’Europe. « La VOC est une machine qui s’arrête là où commence le bénéfice des monopoles marchands ».
Ces pratiques sont souvent dénoncées. Ainsi dès 1629, la chambre de Zélande avait refusé de livrer certaines de ses marchandises vendues par la compagnie, et ses délégués avaient déclaré devant les États généraux que la politique des dirigeants de la compagnie ne prenait en compte ni les intérêts des actionnaires, ni même ceux de la compagnie.

### Conflits européens et dissolution de la compagnie
À partir des années 1770 apparaît dans les Provinces-Unies le mouvement politique des « patriotes » qui s’oppose au soutien apporté par leur pays aux Anglais dans la guerre d’Indépendance des treize colonies américaines. Les Provinces-Unies affaiblies entrent en guerre contre l’Angleterre (1780-1784), rendant difficile leur commerce extérieur et la défense du Cap. Ainsi Edouard Van de Perre signe, le 7 avril 1781, avec J-J. Carrier de Montieu une convention de transport de la Légion du Luxembourg pour apporter des renforts à la colonie. Cinq bateaux seront armés : quatre par Jean Peltier Dudoyer de Nantes et un à La Rochelle par de Richemond et Garnault. Ils se joignent à un convoi de la Royale, commandé par Antoine de Thomassin de Peynier et atteindront le Cap le 20 mai 1782.
Avec les guerres révolutionnaires, les Provinces-Unies sont finalement envahies par la France qui fonde la République batave. Asphyxiée par ses dettes, la compagnie néerlandaise des Indes orientales est finalement dissoute en 1799.
Conséquences des guerres napoléoniennes, l’Indonésie redevient un territoire sous contrôle néerlandais, mais la compagnie ne fut jamais ressuscitée.
Depuis 2003, les archives de la Compagnie néerlandaise des Indes orientales ont été classées par l’Unesco sur la Liste Mémoire du monde recensant depuis 1997 les documents du patrimoine documentaire d’intérêt universel, dans le but d’assurer leur protection. Ces archives sont estimées à 25 millions de pages manuscrites.